# Peumerit
Peumerit [pømʁit] (en breton : Purid), anciennement Peumérit, est une commune du département du Finistère, dans la région Bretagne, en France.

## Géographie

### Localisation

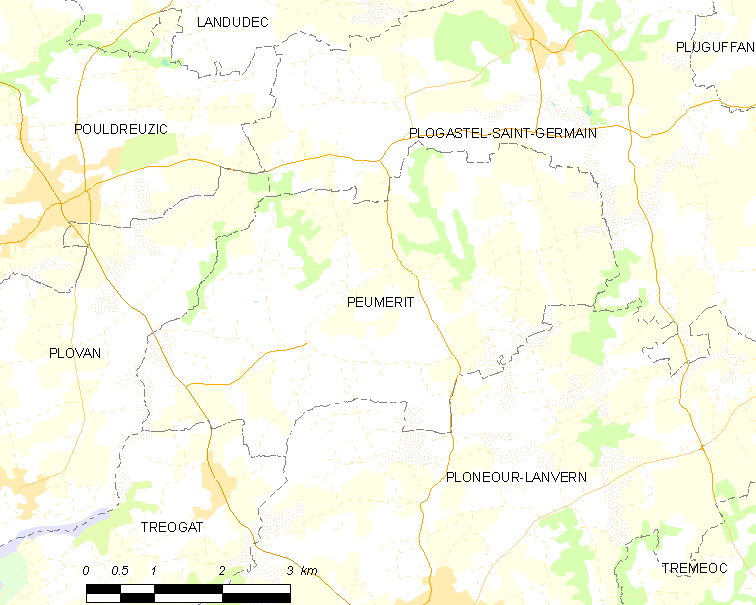
Carte de la commune de Peumerit.

|         | Plogastel-Saint-Germain | Plogastel-Saint-Germain |
| Plovan  | Peumerit                | Plogastel-Saint-Germain |
| Tréogat |                         | Plonéour-lanvern        |

### Relief
Le finage de Peumerit est constitué principalement d'un plateau vallonné dont l'ensemble est incliné vers le sud en direction de l'Océan Atlantique, qui est assez proche : les points les plus hauts sont à la limite nord du territoire communal (116 mètres près de Feuteniou Bleis (dont le nom signifie en breton "Fontaine du loup") et s'abaisse jusqu'à 38 mètres dans l'extrême sud dans le hameau de Derlez ; le bourg, en situation centrale dans la commune, est vers 82 mètres d'altitude.

### Géologie
Le sous-sol de la commune est constitué principalement d'amphibolites et de métagabbros dans sa moitié sud et d'orthogneiss dans sa moitié nord.
De la serpentinite et de la chromite ont été trouvées dans la carrière de Kerguelmès, ainsi qu'à Kerantrevez, à Ty Lan et aux Moulins Verts en Peumerit. De beaux cristaux d'apatite ont aussi été trouvés dans la commune. Du granite orthogneissique et de la prasinite (notamment aux alentours de la ferme de Kerinoret) y affleurent également.
L'ancienne carrière située près du moulin de Pontalan est classée "site d'intérêt géologique " car ce site est « un affleurement rare de péridotite serpentinite, témoin régional de l'affleurement d'une croûte océanique ».
La carrière de Pont-Illis, située juste au Sud du bourg, produit de pierres et des granulats ; elle a ouvert en 1979 et appartient à l'entreprise Le Pape ; son projet d'extension a soulevé des inquiétudes en l'an 2000.

### Hydrographie
Pour un article plus général, voir Réseau hydrographique du Finistère.
La commune est située dans le bassin Loire-Bretagne. La commune est limitée à l'Est et à l'Ouest par de petits fleuves côtiers : à l'est par le Pont l'Abbé qui se jette dans l'étang de Trunvel et à l'ouest par celui qui alimente l'étang de Kergalan, deux étangs du littoral de la Baie d'Audierne et dont les vallées sont vers une quinzaine de mètres d'altitude seulement à leur sortie du territoire communal,. 
Le Pont l'Abbé, d'une longueur de 25 km, prend sa source dans la commune de Plogastel-Saint-Germain et se jette  dans l'anse de Bénodet entre les communes de Loctudy et d'Ile-Tudy, après avoir traversé six communes. 

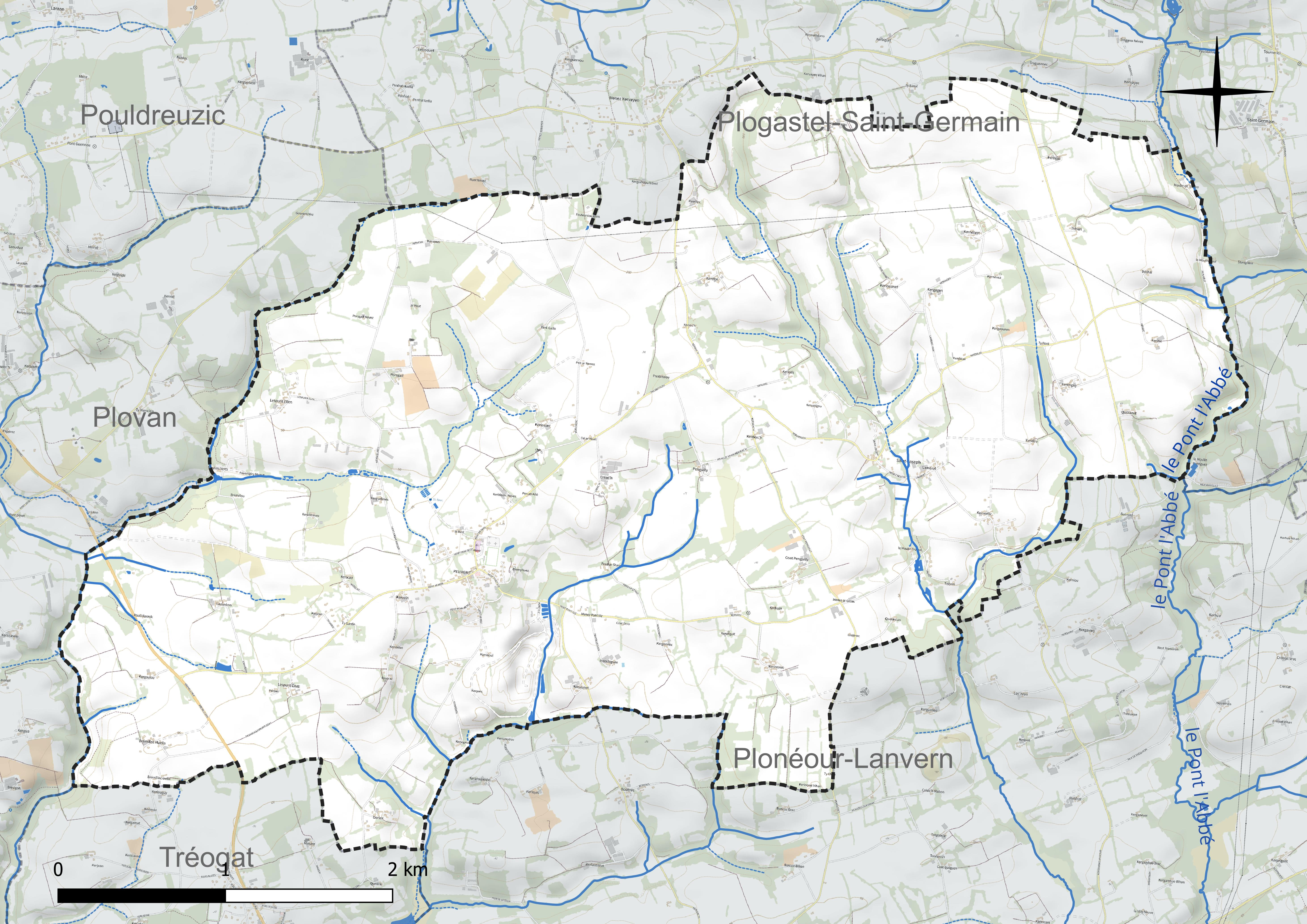
Réseau hydrographique de Peumerit.

### Climat
Pour des articles plus généraux, voir Climat de la Bretagne et Climat du Finistère.
En 2010, le climat de la commune est de type climat océanique franc, selon une étude du CNRS s'appuyant sur une série de données couvrant la période 1971-2000. En 2020, Météo-France publie une typologie des climats de la France métropolitaine dans laquelle la commune est exposée à un climat océanique et est dans la région climatique Bretagne orientale et méridionale, Pays nantais, Vendée, caractérisée par une faible pluviométrie en été et une bonne insolation. Parallèlement l'observatoire de l'environnement en Bretagne publie en 2020 un zonage climatique de la région Bretagne, s'appuyant sur des données de Météo-France de 2009. La commune est, selon ce zonage, dans la zone « Monts d'Arrée », avec des hivers froids, peu de chaleurs et de fortes pluies.
Pour la période 1971-2000, la température annuelle moyenne est de 11,6 °C, avec une amplitude thermique annuelle de 10,6 °C. Le cumul annuel moyen de précipitations est de 1 050 mm, avec 15,8 jours de précipitations en janvier et 8,1 jours en juillet. Pour la période 1991-2020, la température moyenne annuelle observée sur la station météorologique la plus proche, située sur la commune de Pont-l'Abbé à 10 km à vol d'oiseau, est de 13,0 °C et le cumul annuel moyen de précipitations est de 1 012,0 mm,. Pour l'avenir, les paramètres climatiques de la commune estimés pour 2050 selon différents scénarios d'émission de gaz à effet de serre sont consultables sur un site dédié publié par Météo-France en novembre 2022.

### Habitat
La commune présente un paysage agraire traditionnel de bocage avec un habitat dispersé constitué de hameaux (dénommés localement villages) et fermes isolées ; ce bocage est désormais à très larges mailles en raison des regroupements de parcelles réalisés depuis plusieurs décennies.
Éloignée des grands centres urbains et non littorale, bien que proche de la mer) Peumerit a échappé à la rurbanisation et à la périurbanisation, conservant donc son aspect rural ; des lotissements d'importance modeste ont été construits toutefois au sud et à l'ouest du bourg.

### Transports
Le bourg de Peumerit est à l'écart des grands axes de circulation, desservi principalement par la route départementale no 302.
La route départementale no 2, allant de Pont-l'Abbé à Audierne, traverse la partie sud-ouest du territoire communal et la route départementale no 57 sa partie nord-est.

## Urbanisme

### Typologie
Au 1er janvier 2024, Peumerit est catégorisée commune rurale à habitat dispersé, selon la nouvelle grille communale de densité à 7 niveaux définie par l'Insee en 2022.
Elle est située hors unité urbaine. Par ailleurs la commune fait partie de l'aire d'attraction de Quimper, dont elle est une commune de la couronne,. Cette aire, qui regroupe 58 communes, est catégorisée dans les aires de 200 000 à moins de 700 000 habitants,.

### Occupation des sols
L'occupation des sols de la commune, telle qu'elle ressort de la base de données européenne d'occupation biophysique des sols Corine Land Cover (CLC), est marquée par l'importance des territoires agricoles (89 % en 2018), en diminution par rapport à 1990 (91,2 %). La répartition détaillée en 2018 est la suivante :
zones agricoles hétérogènes (44,2 %), terres arables (39,4 %), forêts (7,8 %), prairies (5,4 %), mines, décharges et chantiers (1,8 %), zones urbanisées (1,4 %). L'évolution de l'occupation des sols de la commune et de ses infrastructures peut être observée sur les différentes représentations cartographiques du territoire : la carte de Cassini (XVIIIe siècle), la carte d'état-major (1820-1866) et les cartes ou photos aériennes de l'IGN pour la période actuelle (1950 à aujourd'hui).

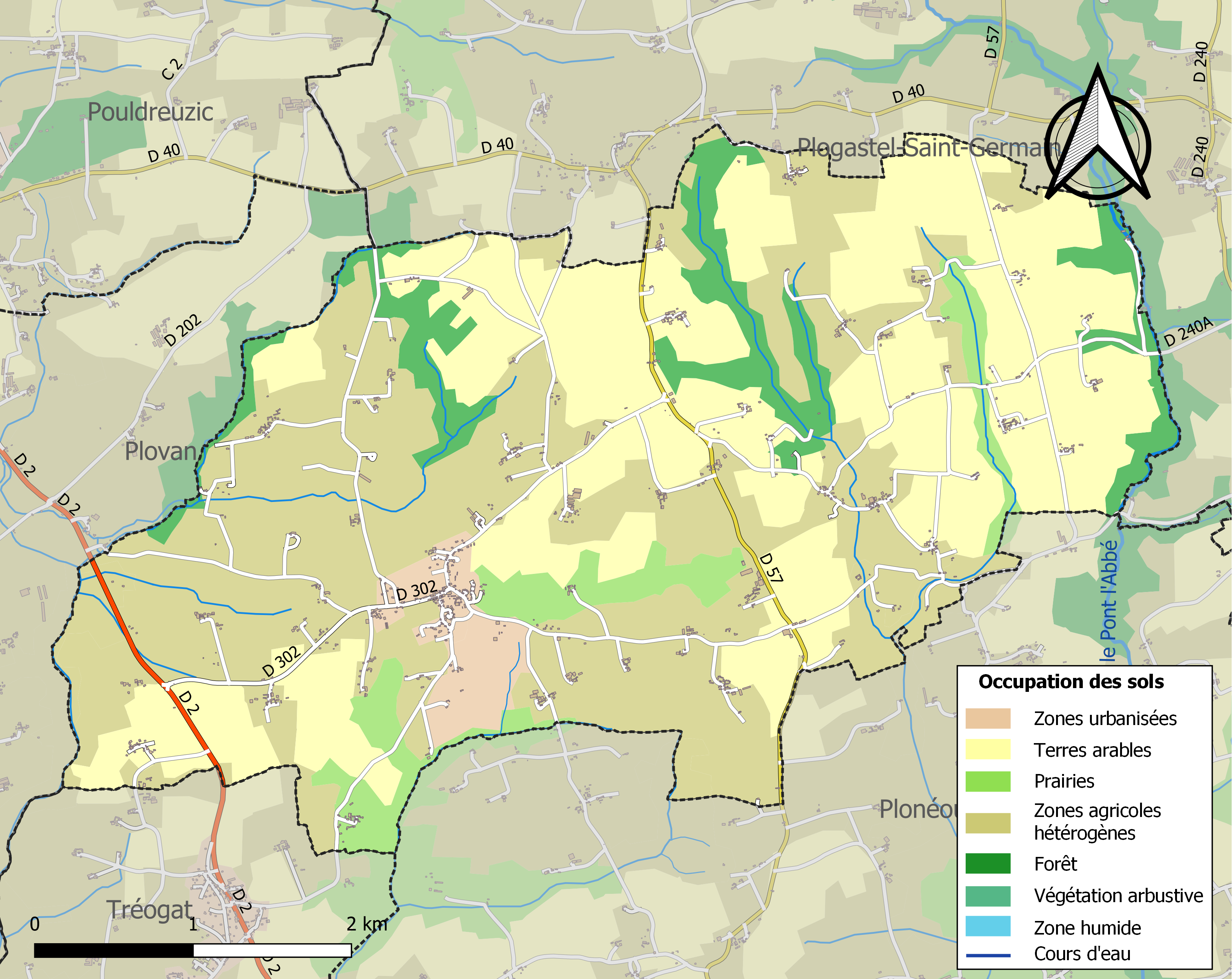
Carte des infrastructures et de l'occupation des sols de la commune en 2018 (CLC).

## Toponymie
Le nom de la localité est attesté sous les formes Pumurit en 946, 952 et au XIe siècle, Pomerit en 1284, Pemerit en 1368.
Peumerit serait issu du latin pomaretum « pommeraie », qui a donné pommerei en ancien français. Dans ce cas, son évolution phonétique s'explique par le breton.
La commune se nommait officiellement Peumérit jusqu'en 2012.

## Histoire

### Préhistoire et Antiquité
Plusieurs mégalithes (menhirs et dolmens) parsèment le territoire de la commune, bien que nombre d'entre eux aient disparu. Les plus imposants sont ceux de Lespurit, remarquables par leur taille (le plus grand a 7 mètres de haut), et situés dans un site qui pourrait être une ancienne carrière de menhirs : « Le menhir de Lespurit (...) haut de 7 mètres (...) présente la particularité intéressante qu'il est dressé à 20 ou 25 mètres de l'éperon rocheux dont il a été extrait, ce qui permet de se rendre compte de la façon d'opérer de ceux qui l'ont élevé. Cet éperon étant à une dizaine de mètres en contre-haut, il a suffi de faire un remblai à l'aide de rouleaux on a glissé la pierre jusqu'au lieu choisi ».
Un cairn a existé à Penquelennec ; il n'en subsiste qu'un dolmen. Quelques tronçons de voies romaines ont été identifiés dans la commune.

### Moyen Âge
Peumerit est un démembrement de l'ancienne paroisse de l'Armorique primitive de Plovan.
En 1440 les maisons nobles de Peumerit étaient Pratanstang [Prat an Stang], Borzjull, Kerebil et Penquilly [Penguilly]où se tenaient les plaids de la paroisse. Des traces de la motte féodale de Penguilly subsistent.
Selon A. Marteville et P. Varin le château de Prat an Stang aurait été une construction fort importante dont il ne restait dans la première moitié du XIXe siècle que des ruines. Le château aurait été détruit lors des Guerres de la Ligue. Ces auteurs écrivent qu'à environ 450 mètres des ruines on vit dans une taille dite "Bois du château" une élévation en terre, entourée de fossés encore assez profonds, et qui semblent être une motte féodale d'assez belle conservation. On dit que c'est en ce lieu que stationnaient les bandes armées de La Fontenelle quand elles se rendaient de Kérity à l'Île Tristan. Les vestiges d'une motte féodale (ou peut-être d'un oppidum) sont effectivement encore visibles à Penguilly.
Le manoir de Penguilly était situé à 2 km à l'Est du bourg, à proximité de la chapelle Saint-Joseph. Une motte féodale atteste l'ancienneté de la présence à cet endroit de la famille de Penguilly, mentionnée aussi dans les montres de 1426 à 1562.

### Époque moderne
Dans le tome 2 de son roman historique Aliénor, prieure de Lok-Maria (époque de la Ligue, 1594), règne de Henri IV, Pitre-Chevalier décrit l'affreuse misère des habitants de Tréogat, Peumerit et Pluguffan pendant les Guerres de la Ligue : « elle vit de pauvres pen-ty, décharnés par la souffrance et la faim, couverts de haillons moins effrayants que leurs figures sortir comme des fantômes des taillis et des clos de genêts, se réunir en troupes à l'ombredes talus et des grands chênes, mettre le feu aux ajoncs de la lande pour y jeter un reste de semence, s'attelr comme des bêtes de somme à la charrue commune, ou même s'accroupir sur le sol et creuser la terre avec leurs ongles, afin d'avoir quelques grains de blé l'année suivante, si les brigands n'en faisaient pas manger l'herbe par leurs chevaux !.. » ; il décrit ensuite la peur des loups devenus très nombreux.
Le prédicateur Julien Maunoir prêcha une mission à Peumerit en 1656.
Le manoir de Lesmadec est construit, en pierres de prasinite, à la fin du XVIe siècle par Jean Corfineau, qui a épousé Louise Keroch, héritière de la seigneurie ; le manoir fut remanié aux XVIIIe siècle et XIXe siècle, mais conserva son pigeonnier circulaire à toiture conique placé sur le porche oriental d'accès à la cour seigneuriale. À partir de 1675 le manoir devint la propriété de la famille Forestier, une famille de bourgeois enrichis qui parvint progressivement à s'anoblir ; en 1790, Jean-François Le Forestier, seigneur de Lesmadec et de Kercorentin, se mua en "citoyen Le Forestier" pour échapper aux poursuites.

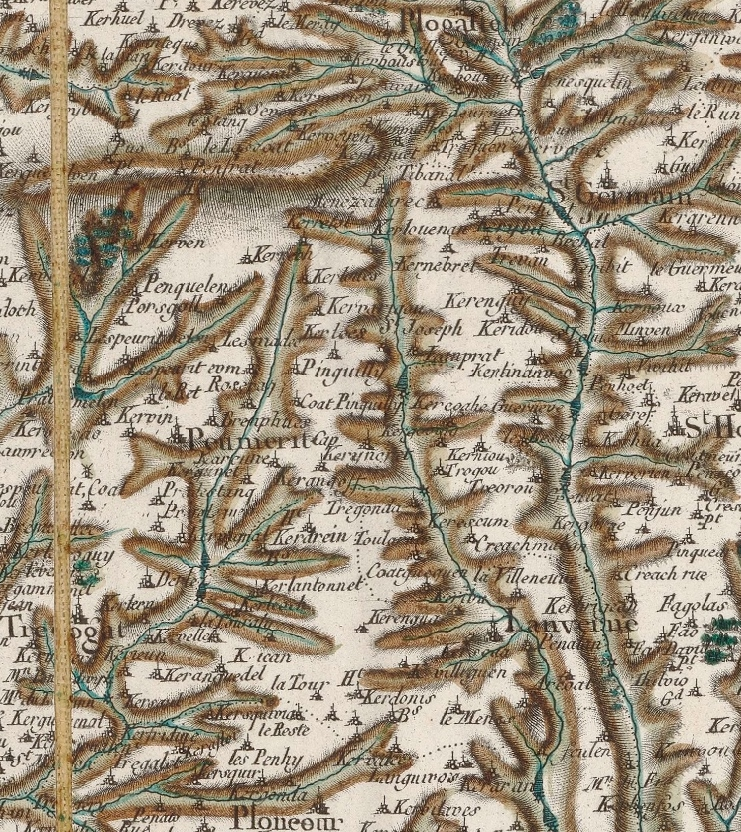
Carte de Cassini de la paroisse de Peumerit et ses environs (1783).

Cette commune est connue pour des faits liés à la Révolte des Bonnets rouges en 1675.
En 1759, une ordonnance de Louis XV ordonne à la paroisse de Pémérit [Peumerit] de fournir 20 hommes et de payer 131 livres pour « la dépense annuelle de la garde-côte de Bretagne ».
Jean-Baptiste Ogée décrit ainsi Peumerit en 1778 :

« Peumerit-Cap ; à 3 lieues et demie à l'Ouest-Sud-Ouest de Quimper, son évêché et son ressort ; à 44 lieues de Rennes et à 2 lieues de Pont-l'Abbé, sa subdélégation. On y compte 1 200 communiants ; la cure est à l'alternative. Ce territoire est dans le voisinage de la mer ; il est rempli de monticules et de vallons, mais fertile et très exactement cultivé. »

### Révolution française
Les paroissiens de Peumerit se réunissent le 7 avril 1789 dans la sacristie de l'église paroissiale pour rédiger leur cahier de doléances ; la paroisse, qui comprenait alors 140 feux, élit deux délégués, Allain Le Brun et Pierre Canévet, pour la représenter à l'assemblée du tiers-état de la sénéchaussée de Quimper au printemps 1789.
La loi du 12 septembre 1791 « relative à la circonscription des paroisses du district de Pont-Croix » donne à la paroisse de Peumerit comme succursale Tréogat.
Le recteur Jacques-Marie Le Bihan refusa le serment à la Constitution civile du clergé, devenant donc prêtre réfractaire ; arrêté, il fut interné successivement à Kerlot, Landerneau et Quimper, avant d'être libéré en avril 1795. Guillaume Le Guellec, prêtre constitutionnel, le remplaça le 28 octobre 1792.
Les deux chapelles de Saint-Joseph et de Saint-Louis furent vendues comme biens nationaux le 16 prairial à III (4 juin 1795) à Yves-Gilles Le Hars, lequel les céda à la fabrique le 28 mars 1816.
Cosquéric, un sexagénaire, ouvrit une école à Peumerit, en vertu de la loi du 5 nivôse an II (25 décembre 1793) qui rendait l'école primaire obligatoire et gratuite. « La municipalité, au lieu d'engager les enfants à se rendre aux écoles, demande, au contraire, le 10 thermidor an II (28 juillet 1794) qu'ils en soient dispensés pendant les travaux de la récolte, étant indispensables à leurs parents, surtout pour garder les bestiaux. (...) Le 25 pluviôse an III (13 février 1795), il déclara ne pas être en état de faire le voyage de Pont-Croix pour se présenter devant le jury d'instruction ».

### LeXIXesiècle
Dans la nuit du 17 au 18 août 1842 un violent incendie consuma quatre maisons, tout le mobilier qu'elles renfermaient et sept têtes de bétail dans le village de Kerinoret.
A. Marteville et P. Varin, continuateurs d'Ogée, décrivent ainsi Peumerit en 1845 :

« Peumerit, autrefois Peumerit-Cap-Caval ; commune formée de l'ancienne paroisse de ce nom ; aujourd'hui succursale. (...) Principaux villages : Ménez-Cavarec, Penhoat, Quevinguy, Keredou, Kergoff,Lambrat, Lespurit-Coat, Lespurit-Elen, Brémillec. Superficiez totale 1 984 hectares dont (...) terres labourables 752 ha, prés et pâturages 173 ha, vergers et lardins 8 ha, bois 74 ha, landes et incultes 918 ha (...). Moulins : 5 (de Trévan, de Troyon, de Kervignol, Vert ; à eau). Peumerit-Cap-Caval, ainsi nommé tant à cause de sa proximité avec Penmarc'h que our le distinguer de l'autre Peumerit, est sous l'invocation de saint Allouarn ou Annouard. Il y avant, avant 1789, outre l'église paroissiale qui offre le style du XIVe siècle, les chapelles de Sainte-Floride et de Saint-Joseph. La première est en ruine, la seconde est toujours desservie. Les terres sont de qualité médiocre et loin qu'on puisse dire, comme notre auteur, qu'en ce pays l'agriculture est prospère ; il faut remarquer que les landes y occupent encore près de la moitié de la superficie totale, ce qui est une énorme proportion. Toutefois il est juste d'ajouter que les parties cultivées sont d'un bon rapport, puisqu'on estime qu'elles rendent de 15 à 16 hectolitres de froment par hectare. (...) On a du bourg une fort belle perspective : l'œil découvre toute la Baie d'Audierne, depuis le phare de Penmarc'h jusqu'à l'Île de Sein. Il y a en Peumerit, que dans le pays on nomme plutôt Purit, quelques dolmens peu remarquables. On parle le breton. »

Corentin Coïc, né le 30 août 1848 à Peumerit, soldat au 67e de ligne, participa à la Guerre de 1870 au cours de laquelle il fut blessé lors de la bataille de Gravelotte.
Théodore Le Hars (1861-1928), qui fut maire de Quimper et sénateur, était un descendant de Jacques-Pierre Le Hars, notaire à Peumerit avant la Révolution française, et de Yves-Gilles Le Hars, notaire à Peumerit sous le Directoire, puis notaire à Quimper.

### LeXXesiècle

#### Une vie politique et religieuse parfois agitée
En réponse à une enquête épiscopale organisée en 1902 par François-Virgile Dubillard, évêque de Quimper et de Léon en raison de la politique alors menée par le gouvernement d'Émile Combes contre l'utilisation du breton par les membres du clergé, le recteur de Peumerit, l'abbé Kérivin, écrit que les enfants « viennent à l'école primaire surtout l'année de leur Première communion, et quelques-uns n'y vont pas du tout ».

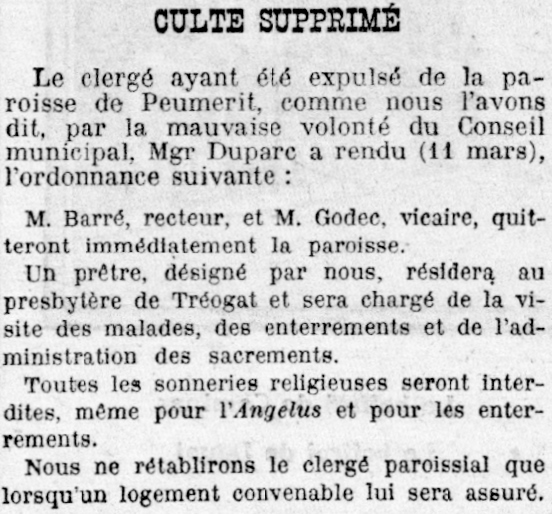
La suspension du culte à Peumerit en 1909 (journal La Croix du 28 mars 1909).

En 1906, la communion est refusée par le recteur de Peumerit à 14 enfants qui fréquentaient l'école publique de la commune.
L'expulsion du clergé de la paroisse de Peumérit de son presbytère entraîne le 11 mars 1909 la décision d'Adolphe Duparc d'interdire toutes les sonneries religieuses, même pour l'Angélus et les enterrements ; un prêtre, installé dans le presbytère de Tréogat, est chargé de visiter les malades, procéder aux enterrements et administrer les sacrements.
L'opposition entre les « Blancs », majoritaires parmi les électeurs ruraux, et les « Rouges », majoritaires parmi les marins, fut longtemps très forte : en 1910, le marquis de L'Estourbeillon, député royaliste, dénonce les incidents survenus lors des élections législatives dans la deuxième circonscription de Quimper : « ce furent les voies d'accès aux salles de vote et même aux bourgs gardés par des groupes d'individus menaçant et frappant les électeurs ruraux qui venaient voter comme à Treffiagat, Peumerit et Plozévet ; des bureaux et des urnes pris violemment et gardés par des bandes de marins étrangers aux sections de vote, comme à Plobannalec, pour empêcher le vote des cultivateurs. (...) Ce n'est pas tout. Il y eut aussi des voies de fait (...), [une] agression même contre un des candidats, l'honorable M. de Servigny, dans la commune de Peumerit, [des] coups et blessures à Plogastel-Saint-Germain (...) ». Henri de Servigny, ahant appris qu"'à Peumérit ses adversaires gardaient la salle de vote et empêchaietnses amis d'entrer, vint en hâte ; « une bande d'énergumènes se jeta sur luiet le frappa sur tout le corps à coups de sabots » ; il déclare : « À Peumérit, j'ai été gravement frappé, et 150 électeurs n'ont pu voter (...) ; partout des apaches gardaient les mairies et empêchaient les électeurs de voter ».
Le journal L'Aurore dans son édition du 24 avril 1910 écrit : « Des incidents se sont produits dans la deuxième circonscription, notamment dans les communes de Plozévet, Treffiagat, Peumerit, Plovan et Plobannalec. Des rixes se sont produites. Plusieurs électeurs ont été blessés ».
Selon un décret du président de la République « sont attribués à la commune de Peumerit (Finistère), à défaut de bureau de bienfaisance, les biens ayant appartenu à la fabrique de l'église de Peumerit et actuellement placés sous séquestre, la présente attribution faite sous la condition, par la commune, d'affecter tous les revenus ou produits des dits biens au service des secours de bienfaisance ».
L'étude notariale de Peumerit est supprimée en vertu d'un décret du Président de la République en date du 30 avril 1911 ; le dernier notaire exerçant à Peumerit étant Me Le Bihan.
En 1913, le journal La Croix écrit : « (...) À tous les scrutins dans les communes de Plogastel, Plozévet, Plovan, Peumerit, où règnent par la terreur et par la fraude les partisans de M. Le Bail. Jets de poivre, coups de poing, coups de pied, coups de triques, tout est bon pour faire autour de l'urne un vide propice aux substitutions de bulletins ou pour en écarter l'électeur suspect de sympathie à l'égard du candidat adverse ».

#### La Première Guerre mondiale

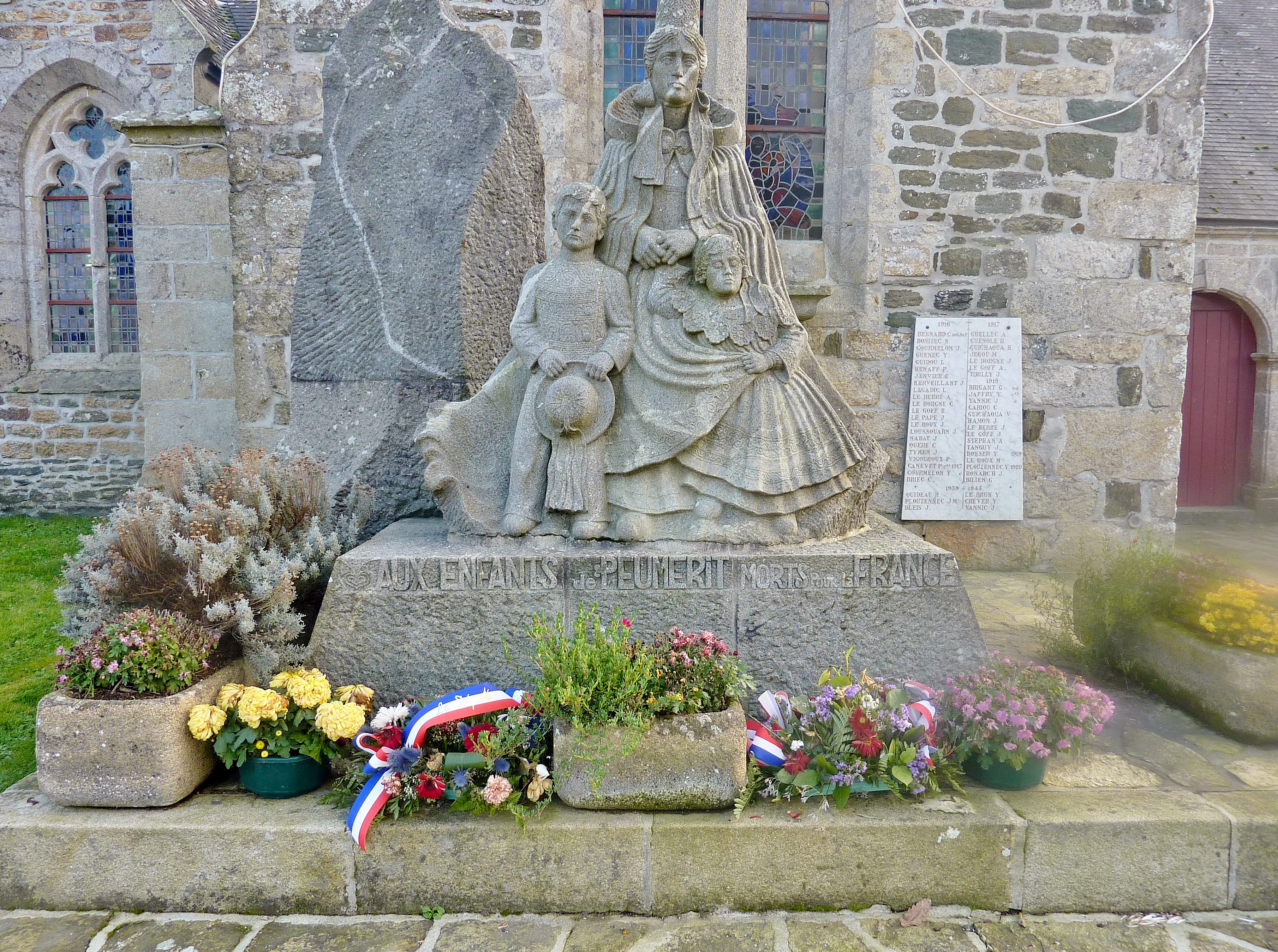
Le monument aux morts de Peumerit.

Le monument aux morts de Peumerit porte les noms de 87 soldats et marins morts pour la France pendant la Première Guerre mondiale : parmi eux, 7 au moins sont morts sur le front belge dont 6 dès 1914 (Pierre Goyat, François Le Gall, François Le Loch et Vincent Le Roux lors des combats de Maissin et Louis Jegou à Rossignol, tous le 22 août 1914 et Pierre Nicolas à Saint-Hubert le 9 septembre 1914) et 1 en 1918 (Alain Stéphan, tué à l'ennemi le 21 mai 1918 à Locre) ; 2 au moins sont morts dans les Balkans dans le cadre de l'expédition de Salonique (Louis Lagadec à Salonique (Grèce) le 12 juillet 1916 et Henri Guichaoua en Serbie le 17 mai 1917) ; Corentin Bonizec est disparu en mer le 19 mars 1917 lors du naufrage du cuirassé Danton coulé par un sous-marin allemand ; Corentin Briec est mort en captivité en Allemagne et Yves Bosser aussi, mais le 20 février 1919, donc après l'armistice ; la plupart des autres sont morts sur le sol français : parmi eux Jean Marie Le Goff et Noël Le Goff ont été tous les deux décorés à titre posthume de la médaille militaire et de la Croix de guerre et Jean-Louis Yannick de la croix de guerre.

#### L'Entre-deux-guerres
Le club de football "Joyeuse sportive de Peumérit" existait déjà entre les deux guerres mondiales.
En 1928 l'église paroissiale de Peumérit est signalée par le recteur de la paroisse à Henri Waquet comme « étant dans un état lamentable » et des travaux de restauration sont enfin entrepris.
Pendant l'Entre-deux-guerres l'émigration, notamment d'agriculteurs, fut forte : par exemple 117 personnes de Peumerit quittèrent la commune pour le Périgord, d'autres émigrants se dirigeant vers la Gironde, la Normandie, la Touraine, etc.., d'autres s'engageant dans la Marine.
En août 1936 un arrêté préfectoral entérine la création d'un syndicat en vue de l'électrification de la région, comprenant les communes de Landudec, Tréogat, Plonéis, Gourlizon, Plovan, Pouldergat, Peumerit, Guiler-sur-Goyen, Plogastel-Saint-Germain et Pouldreuzic ; « Nous espérons que désormais la création de ce syndicat ne tardera guère et souhaitons que 1937 nous apporte l'électricité tant attendue ».

#### La Seconde Guerre mondiale
Le monument aux morts de Peumerit porte les noms de six personnes mortes pour la France pendant la Seconde Guerre mondiale ; parmi elles Jean Plouzennec, tué à l'ennemi le 16 mai 1940 à Rance (Belgique) ; Yves Le Brun, quartier-maître canonnier à bord du Tahure, disparu en mer le 29 avril 1944 lors du naufrage de son bateau coulé par un navire américain l' USS Flasher au large du Cap Varella (Indochine).

#### L'Après Seconde Guerre mondiale
Par un décret en date du 23 juin 1956, un village de Peumérit est rattaché à Plogastel-Saint-Germain par décret du 23 juin 1956.

### LeXXIesiècle
Le 3 août 2012, le Journal officiel publie le décret modifiant le nom de la commune, qui devient Peumerit en remplacement de Peumérit.

## Démographie
L'évolution du nombre d'habitants est connue à travers les recensements de la population effectués dans la commune depuis 1793. Pour les communes de moins de 10 000 habitants, une enquête de recensement portant sur toute la population est réalisée tous les cinq ans, les populations de référence des années intermédiaires étant quant à elles estimées par interpolation ou extrapolation. Pour la commune, le premier recensement exhaustif entrant dans le cadre du nouveau dispositif a été réalisé en 2005.

En 2022, la commune comptait 903 habitants, en évolution de +12,88 % par rapport à 2016 (Finistère : +2,16 %, France hors Mayotte : +2,11 %).
| 1793 | 1800 | 1806  | 1821  | 1831  | 1836  | 1841  | 1846  | 1851  |
| ---- | ---- | ----- | ----- | ----- | ----- | ----- | ----- | ----- |
| 937  | 982  | 1 088 | 1 134 | 1 149 | 1 248 | 1 195 | 1 271 | 1 269 |

| 1856  | 1861  | 1866  | 1872  | 1876  | 1881  | 1886  | 1891  | 1896  |
| ----- | ----- | ----- | ----- | ----- | ----- | ----- | ----- | ----- |
| 1 255 | 1 301 | 1 370 | 1 306 | 1 446 | 1 381 | 1 514 | 1 620 | 1 639 |

| 1901  | 1906  | 1911  | 1921  | 1926  | 1931  | 1936  | 1946  | 1954  |
| ----- | ----- | ----- | ----- | ----- | ----- | ----- | ----- | ----- |
| 1 651 | 1 648 | 1 715 | 1 734 | 1 900 | 1 437 | 1 405 | 1 298 | 1 165 |

| 1962  | 1968 | 1975 | 1982 | 1990 | 1999 | 2005 | 2006 | 2010 |
| ----- | ---- | ---- | ---- | ---- | ---- | ---- | ---- | ---- |
| 1 011 | 884  | 739  | 755  | 729  | 663  | 760  | 771  | 781  |

| 2015 | 2020 | 2022 | - | - | - | - | - | - |
| ---- | ---- | ---- | - | - | - | - | - | - |
| 800  | 865  | 903  | - | - | - | - | - | - |

## Culture locale et patrimoine

### Lieux et monuments
- L'église paroissiale Saint-Annouarn (dédiée probablement à saint Alor, évêque de Cornouaille), située sur un tertre, aurait été construite entre le XIIe et le XVIe siècle et restaurée en 1741 ; une partie de son chœur date du XIVe siècle et est dans le style architectural de l'École de Pont-Croix ; l'église abrite une statue très expressive de saint Yves, patron des hommes de loi, sculptée en 1750 ; elle possède aussi un vitrail de Jean Norman datant de 1539) et une « Toile du Rosaire », peinture de la fin du XVIe siècle, représentant la victoire chrétienne de Lépante. En 1675, cette église comportait encore sur ses vitraux armoriés, le témoignage des familles nobles locales, Penquellec, Lesmadec, Penguilly et Penmorvan[62].

L'église paroissiale Saint-Annouarn : vues extérieures
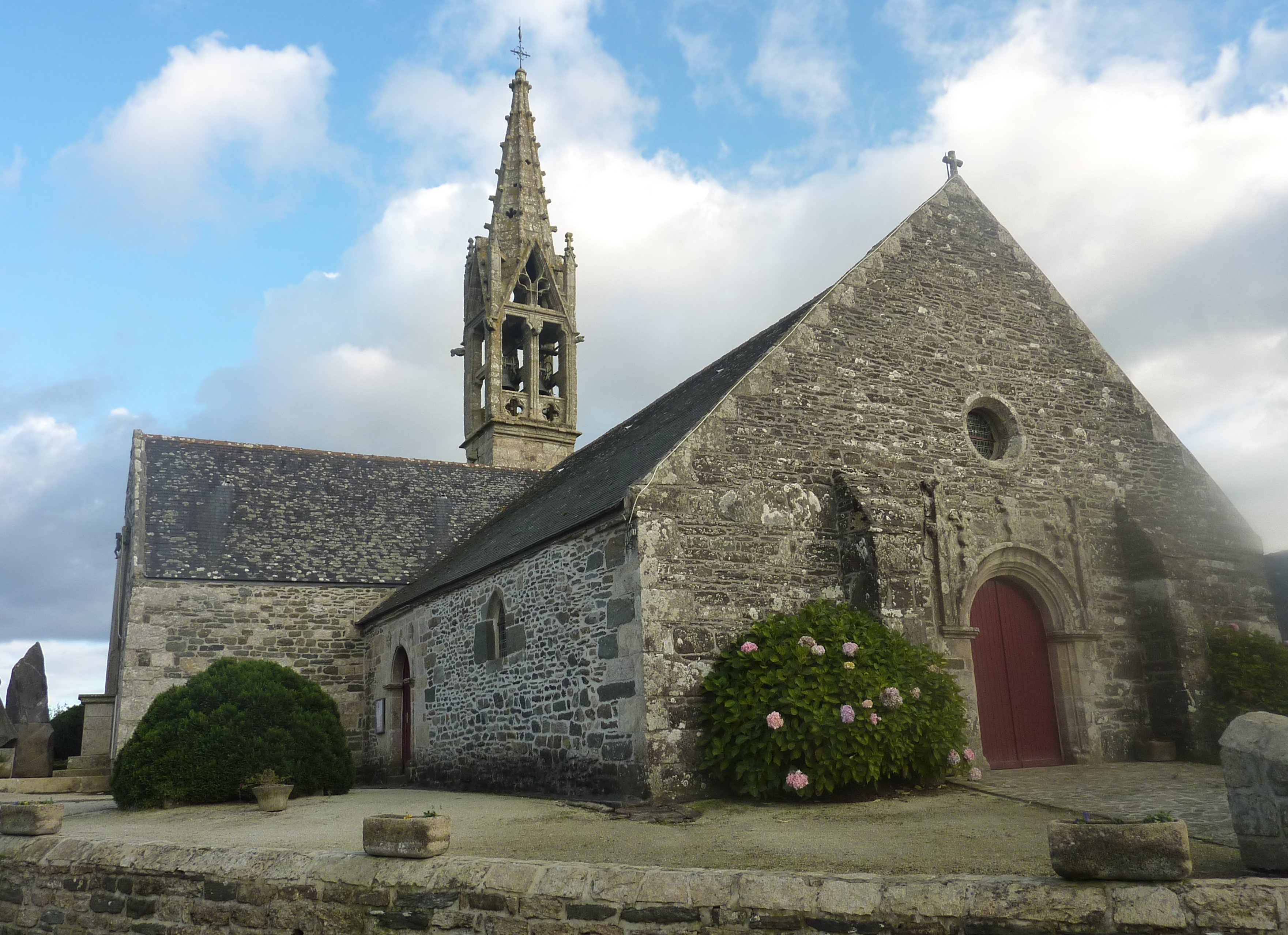
Vue extérieure d'ensemble.
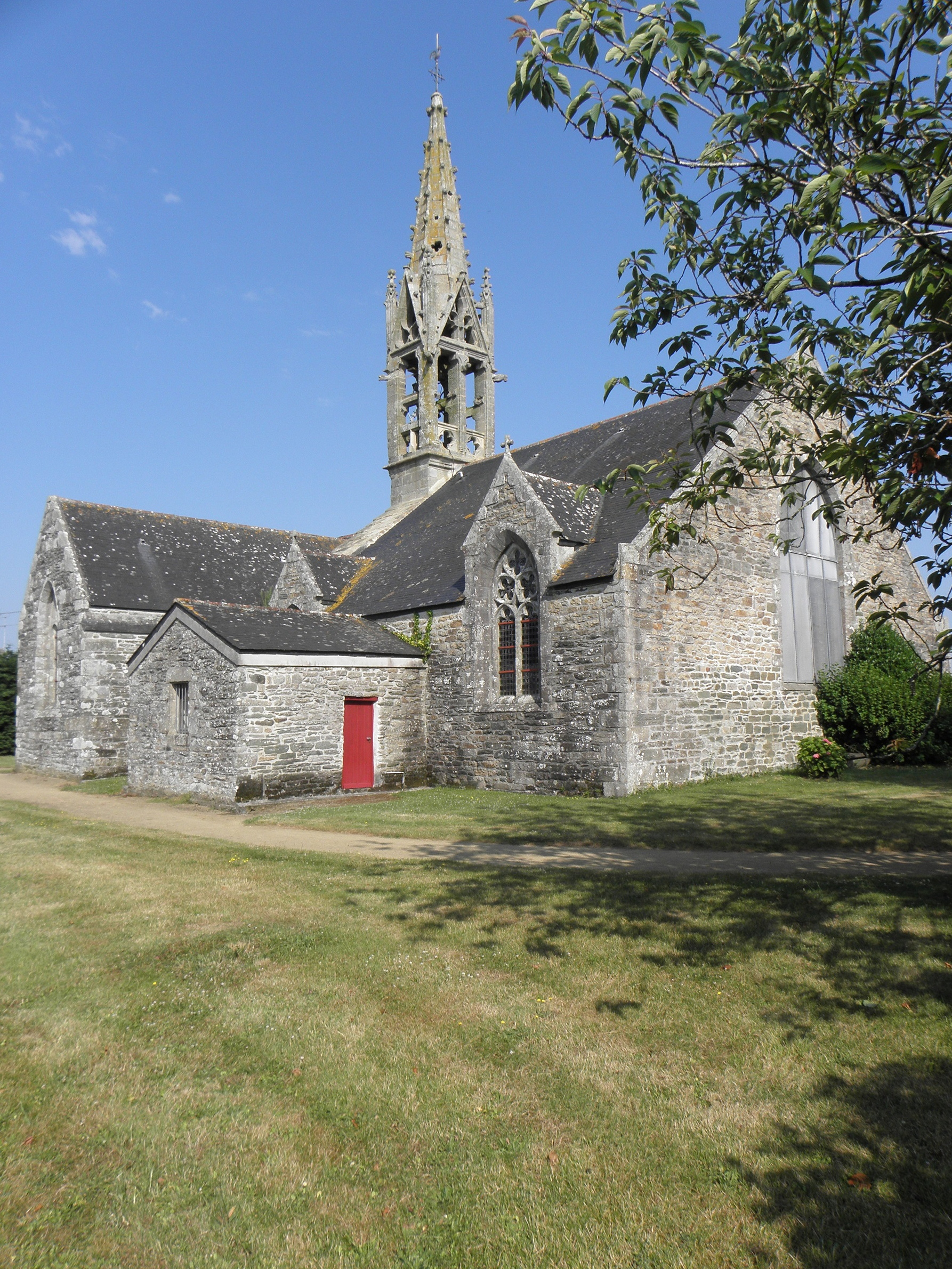
Chevet et flanc sud.
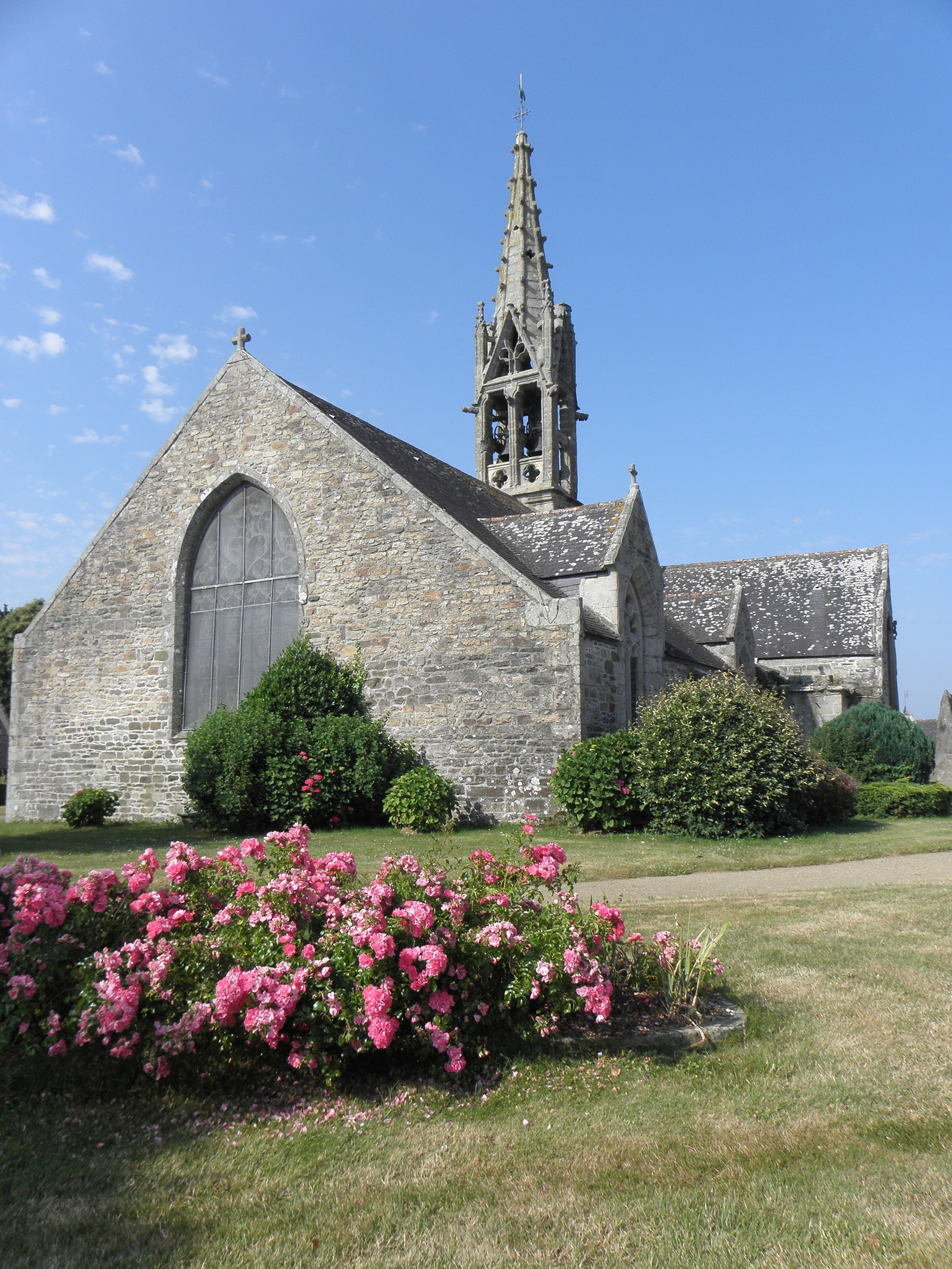
Chevet et flanc nord.
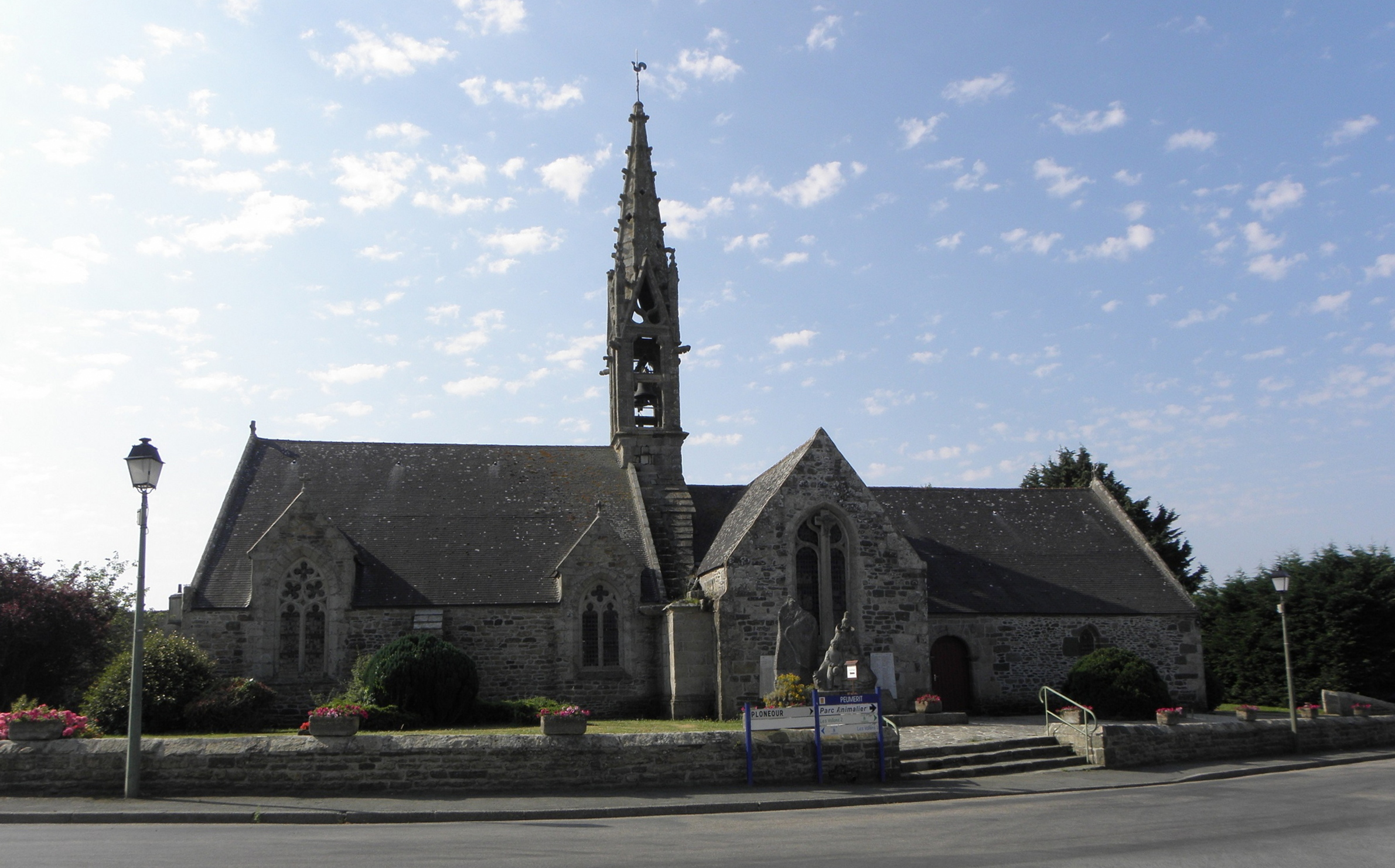
Flanc septentrional.
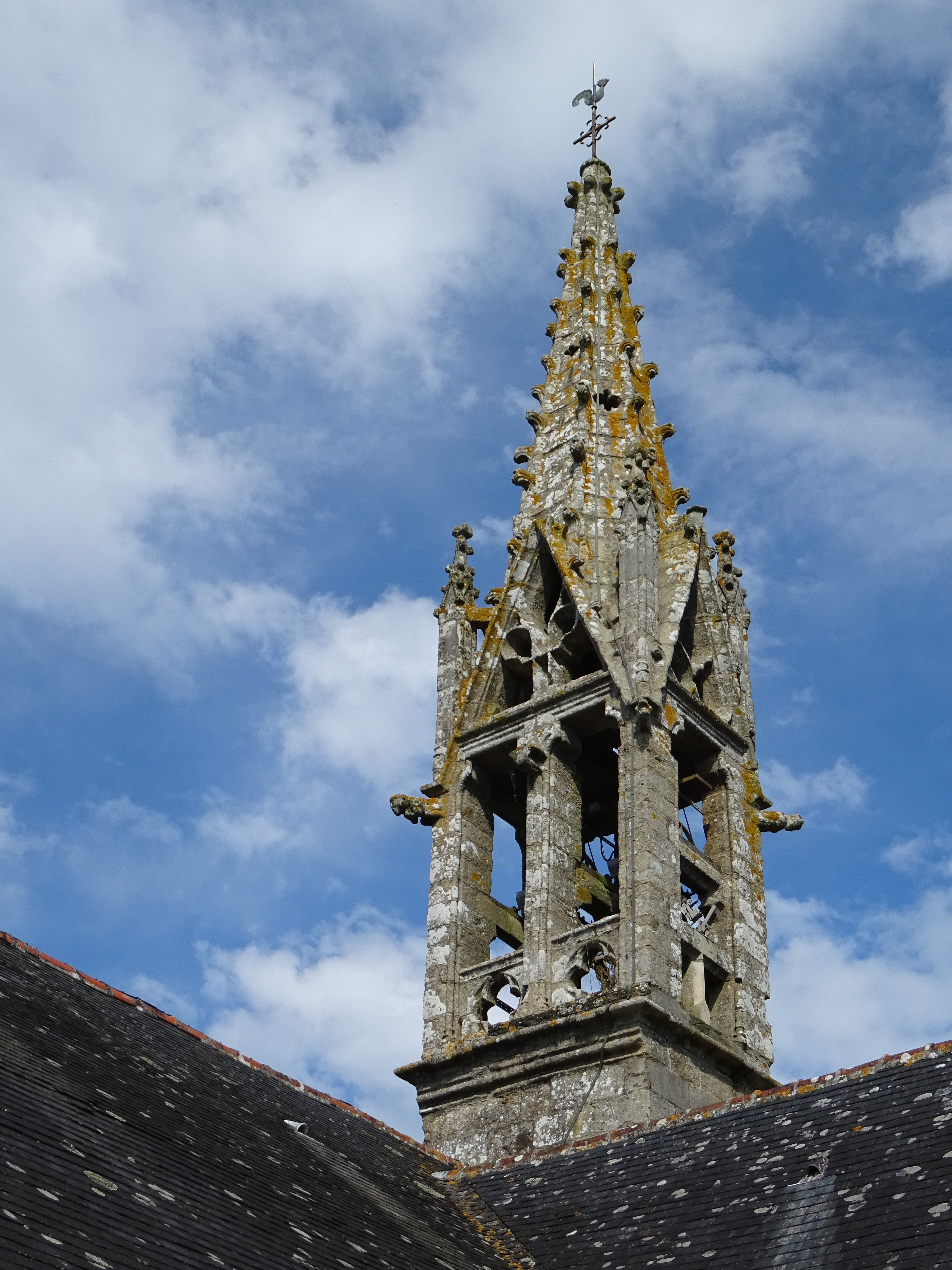
Le clocher.

L'église paroissiale Saint-Annouarn : vues intérieures
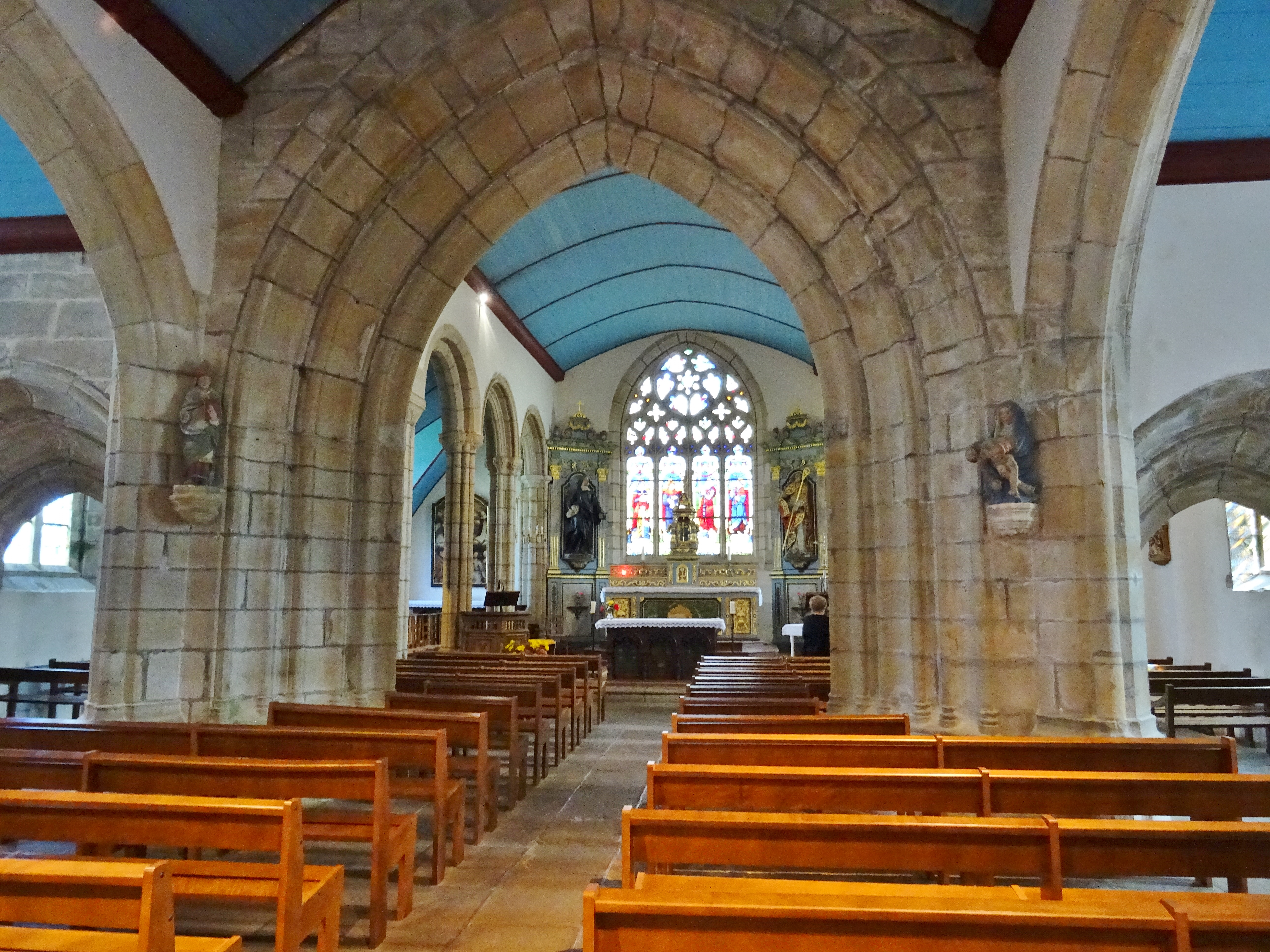
Église Saint-Annouarn de Peumerit : vue intérieure d'ensemble.
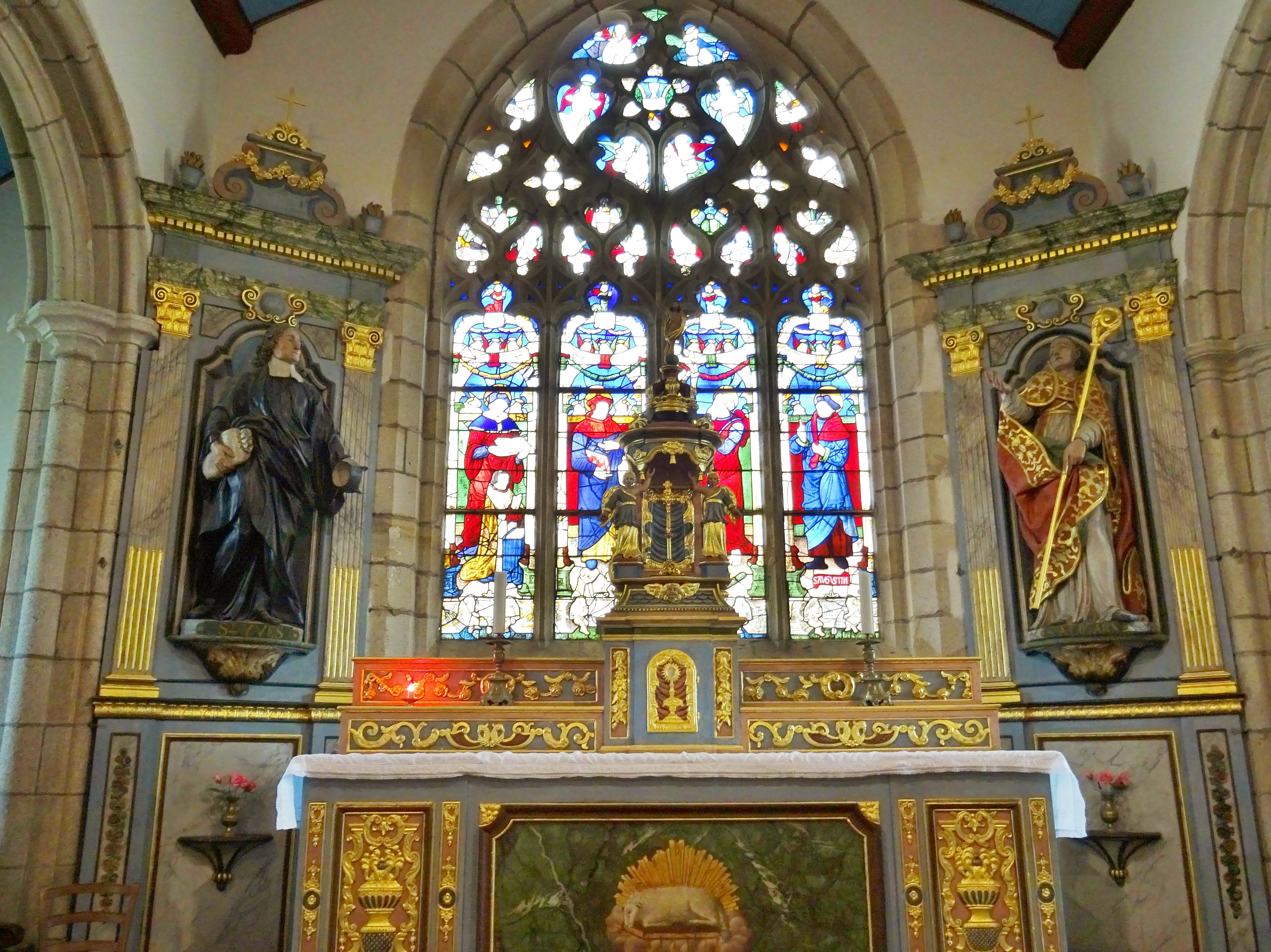
Le maître-autel et la maîtresse-vitre de style flamboyant.
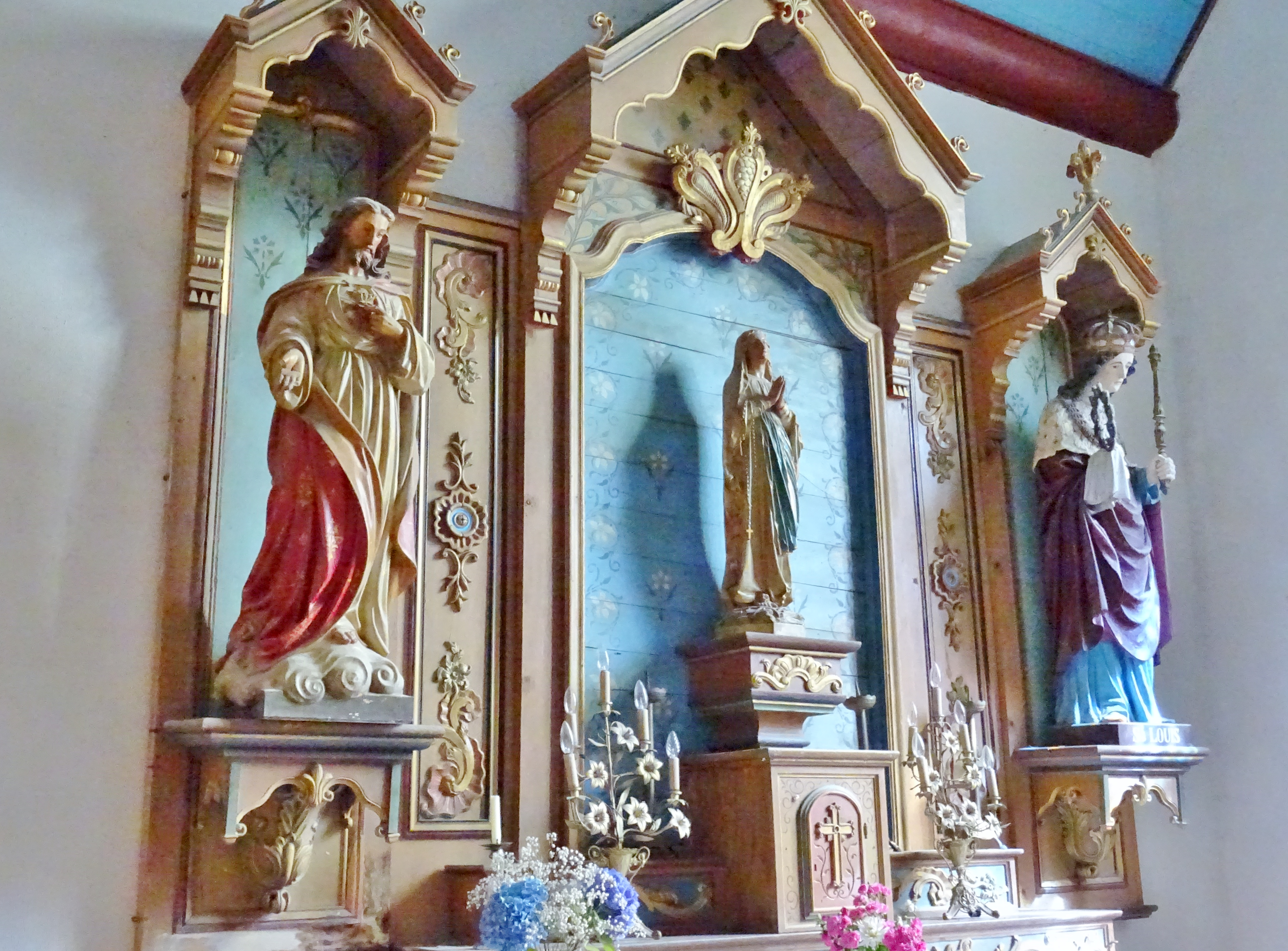
Le retable de la Vierge.
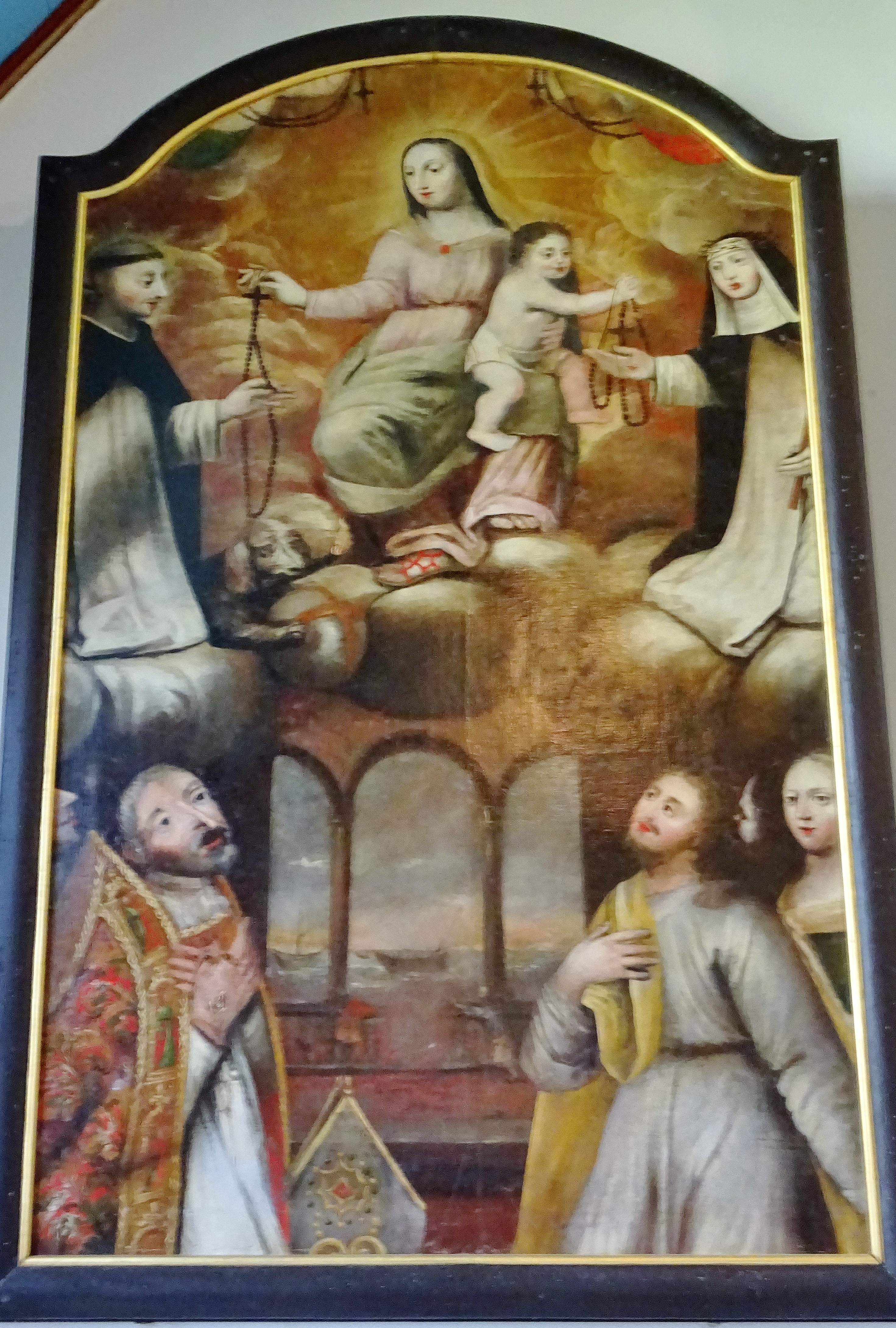
"Toile du Rosaire" datant du XVIe siècle représentant notamment la bataille de Lépante.
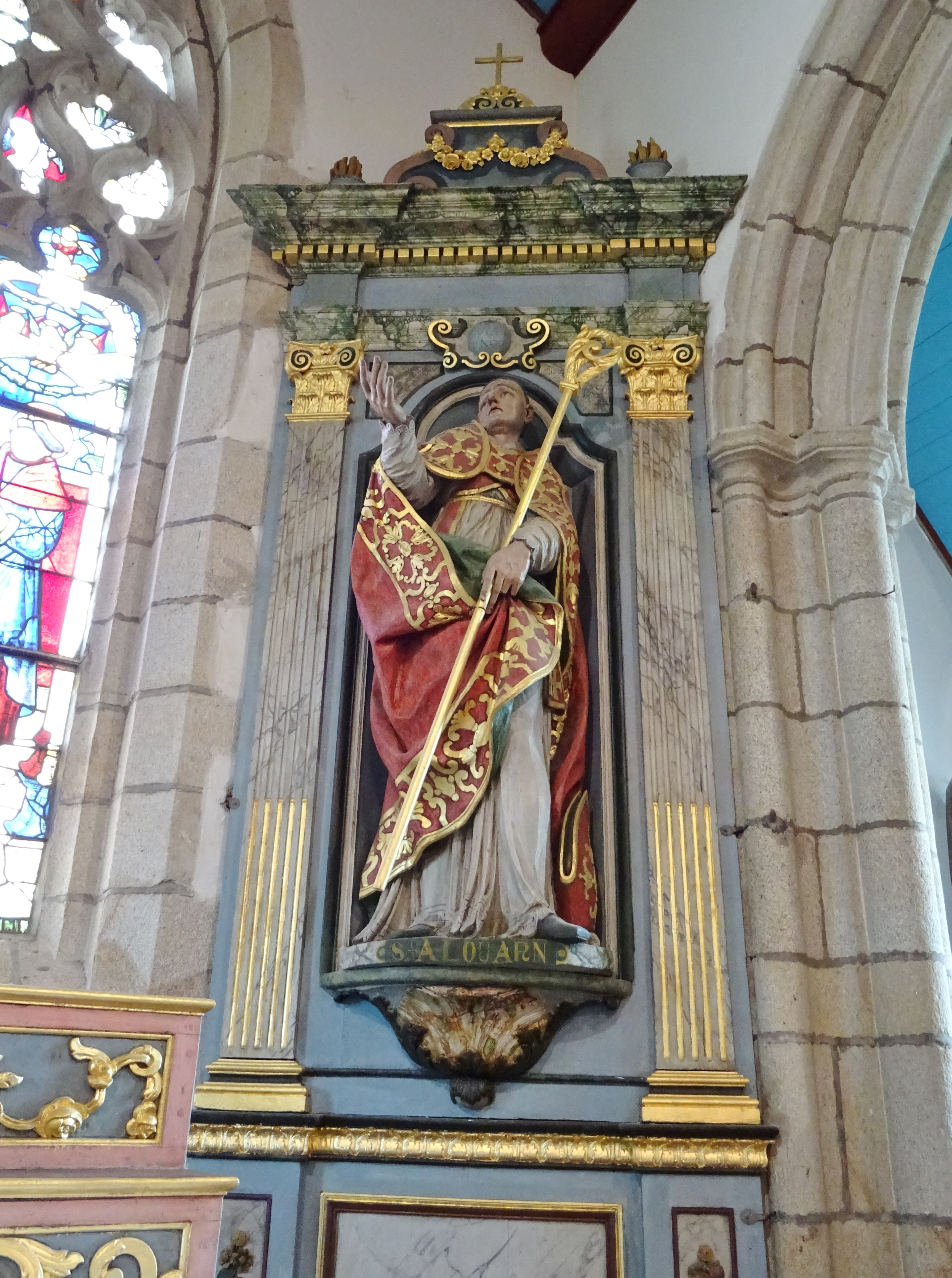
Statue de saint Alouarn.
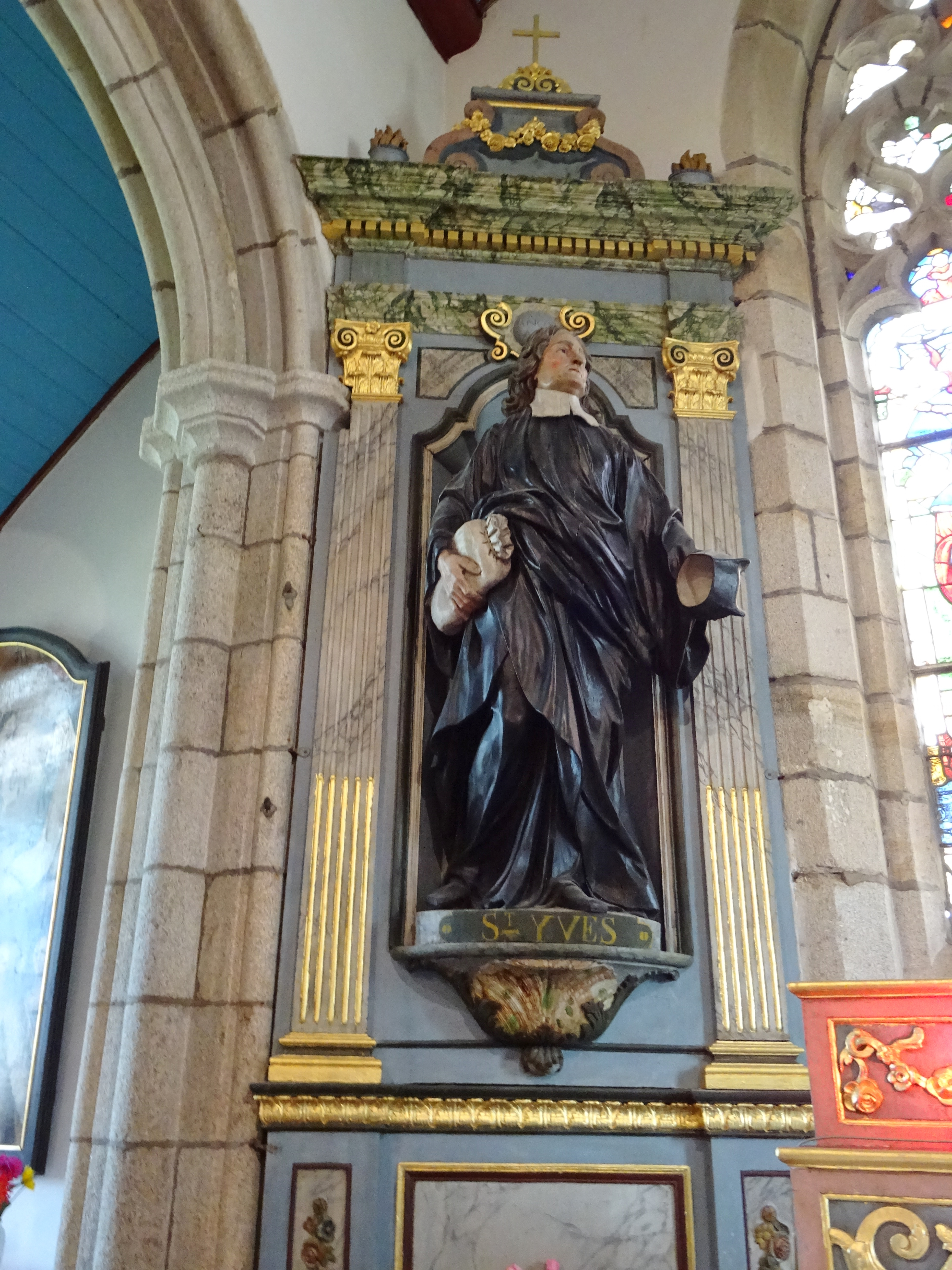
Statue de saint Yves.
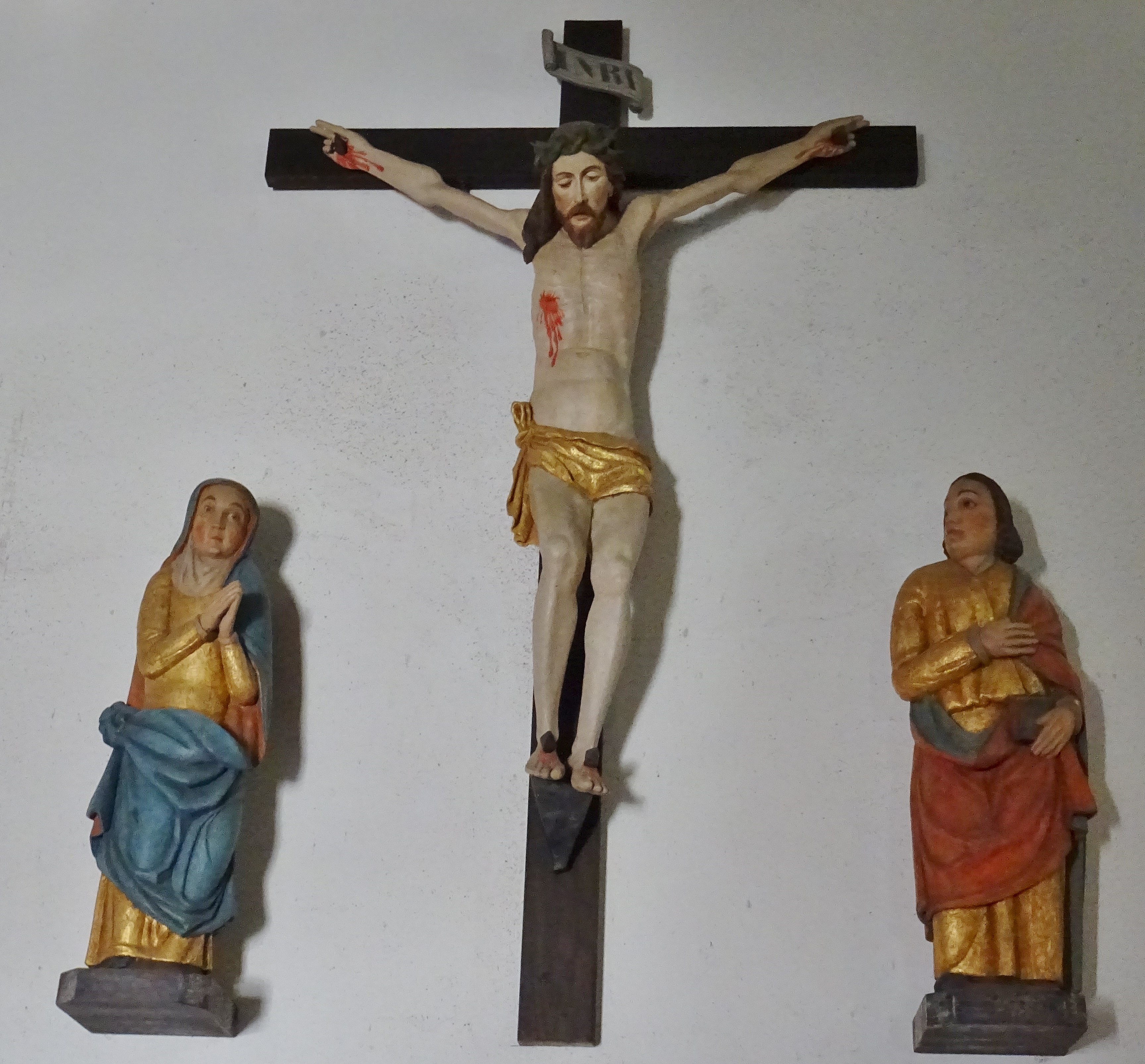
Groupe de la Crucifixion : Christ en croix et statues de la Vierge Marie et de saint Jean.

- Le manoir de Penquelenec, robuste construction en grosse taille du XVe siècle comportant fenêtres à meneaux et porche mouluré à pinacles et choux frisés. Si la chapelle a disparu, le puits existe toujours. Penquelenec fut la propriété des seigneurs de Penquelenec jusqu'à la fin du XIVe siècle, puis passe ensuite aux de Bonescat, aux de Lezandevez, enfin toujours par mariage, aux Le Prestre de Lézonnet. Peu avant la Révolution, Jacques René Le Prestre, baron de Châteaugiron, président à mortier du Parlement de Bretagne baille le domaine à titre de domaine congéable à Daniel Voquer et Marguerite Stéphan.

Différents propriétaires parisiens se succéderont ensuite, sans qu'aucun ne se soucie de son entretien.
Le début du XXe siècle voit la regrettable destruction de la double enceinte à tours d'angle et mâchicoulis qui le protégeait.
Son inscription à l'Inventaire supplémentaire des monuments historiques en 1931 le sauve in extremis d'une triste fin prévisible.
- Le manoir de Lesmadec, antérieur au XVe siècle, est propriété de Jehan Kerroc'h en 1426. En mai 1540, son petit-fils Jean rend aveu de sa terre de Lesmadec.

La terre noble de Lesmadec appartenait aux moines cisterciens de Coat Malaouen en Kerpert avant qu'ils ne l'échangent en 1284 contre une terre plus proche de leur abbaye, avec duc de Bretagne Jean Ier le Roux.
En 1541, Jeanne du Chastel épouse d'Alain II de Rosmadec fait aveu pour Lesmadec inclus dans son fief de Prat ar Stang dont dépend Lesmadec. Idem en 1607 où le marquis Sébastien de Rosmadec fait aveu au roi incluant Lesmadec.
Vers 1580, Louise de Lesmadec, épouse de Jehan de Corfmao sieur de Kervern, édifie le remarquable pigeonnier sur porche orné de leur écu party en clé de voûte. Contrôlant l'accès oriental de la cour il fait pendant au simple arc ogival surplombant l'entrée ouest, timbré d'un écu comportant entre autres, un chef et une fasce déjointe. Trois futaies servaient d'écrin au manoir et à ses dépendances, ainsi qu'à ses deux avenues et à son vivier.
Le 27 mars 1675, Lesmadec devient par vente par licitation la propriété de maître Gilles Le Forestier de la Noé, avocat en la Cour, capitaine garde côtes, et receveur des fouages extraordinaires de l'évêché de Cornouaille, arrivé peu avant du pays de Dinan.
Le 3 décembre 1810, la mort de son petit-fils Jean François Yves de Lesmadec, capitaine d'infanterie à vingt ans, écuyer puis citoyen propriétaire, entraîne la vente du domaine en 1812. L'adjudication est attribuée à un spéculateur brestois, Pierre Marie Lavallée.
Sous l'Empire, Jacques Julien Marie le Forestier Lesmadec, fils du capitaine et de sa seconde épouse Rosalie Marie de Puyferré descendante d'Henri II d'Albret roi de Navarre (et grand-père d'Henri IV), est maire de Peumerit alors que Yves François Marie son frère, devient maire adjoint de Plonéour.
Yves François Marie Le Forestier épouse le 23 août 1810 Marie Anne Le Coq Duparc, sœur aînée de Delphine Charlotte… la troisième épouse de son père. Le 2 janvier 1815, veuve, sans enfants, âgée de vingt cinq ans, Delphine traumatisera pour longtemps les esprits étriqués en épousant contre son père, l'apprenti jardinier du manoir.
Devenu en 1828 la propriété des aïeux de Théodore Le Hars, sénateur-maire républicain de gauche de Quimper. L'ajout d'une haute toiture à quatre rampants chapeautant l'escalier en pierre rampe sur rampe, de chaînages, bandeau et corniche, modernisent radicalement la physionomie du logis pour lui conférer celle que nous lui connaissons aujourd'hui.
À la mort de madame veuve Le Hars en 1937, le domaine est acquis à nouveau par un notaire, maître Jacques Quéinnec, député puis sénateur conservateur du Finistère.
Louis Le Guennec visita le manoir au début de l'été 1921 et laissa un croquis aux proportions pour le moins fantaisistes du pigeonnier porche. Prudemment, il ne publiera rien d'autre sur Lesmadec faute d'avoir vérifié les informations glanées auprès d'un ancien vicaire, l'abbé Henry, lesquelles se révèlent très approximatives ou erronées. Versées à sa mort aux Archives départementales du Finistère, ces notes induisent en erreur aujourd'hui encore tous ceux qui s'intéressent à ce manoir ou à ses anciens occupants. Ainsi il déclarait trouver « un air XVIIIe au logis », ce qui devient pour ceux qui ne vont pas chercher plus loin, « un remaniement au XVIIIe siècle ». Lequel est en réalité postérieur à 1812 (et même probablement postérieure à 1838), comme le prouve l'inventaire effectué cette année-là et comportant une description suffisamment précise de la façade de la maison structurellement différente de celle qu'a vu Le Guennec. Modification importante confirmée par M. Cailleau, architecte des Bâtiments de France dans son rapport de présentation. Également fantaisiste l'orientation des issues de la cour, à l'évidence est-ouest et non nord-sud, reprise en chœur par InfoBretagne.com ou le site de la commune de Peumerit, et tous ceux qui se contentent de plagier Louis Le Guennec dans leurs écrits.
Le pigeonnier porche et son escalier d'accès furent inscrits en 1968 à l'Inventaire supplémentaire des monuments historiques.
Le jardin clos de murs est encore rythmé par ses anciennes bordures de buis.
Sur les dix hectares que comportait le domaine de Lesmadec au XIXe, se trouvait un tumulus de l'âge du bronze.
- La chapelle Saint-Joseph date du XVIIe siècle ; tombée en ruines, elle a été restaurée par une poignée de bénévoles à partir de la décennie 1980 ; elle possède des fresques naïves et est située dans un cadre champêtre.

La chapelle Saint-Joseph
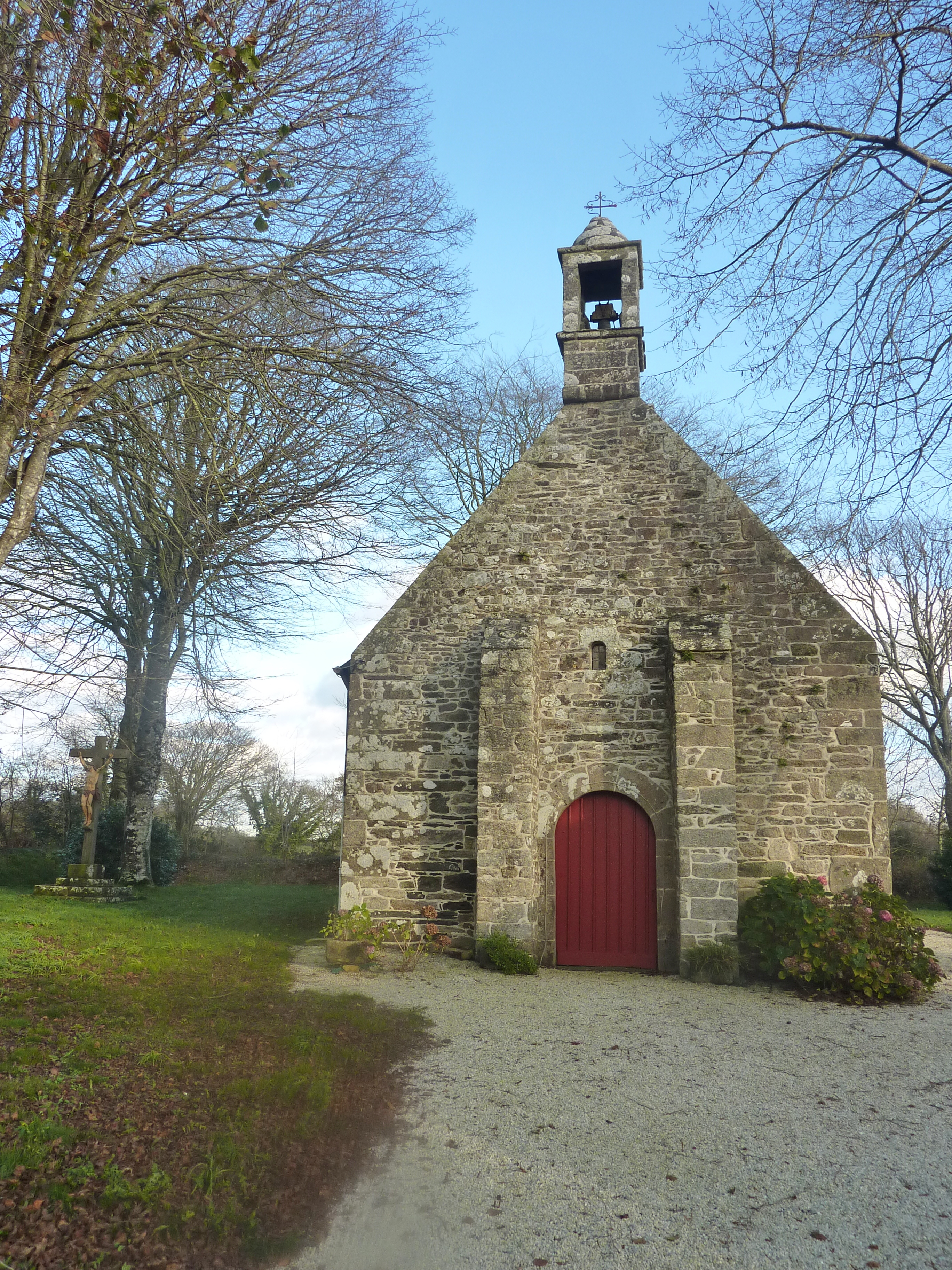
La façade et son calvaire.
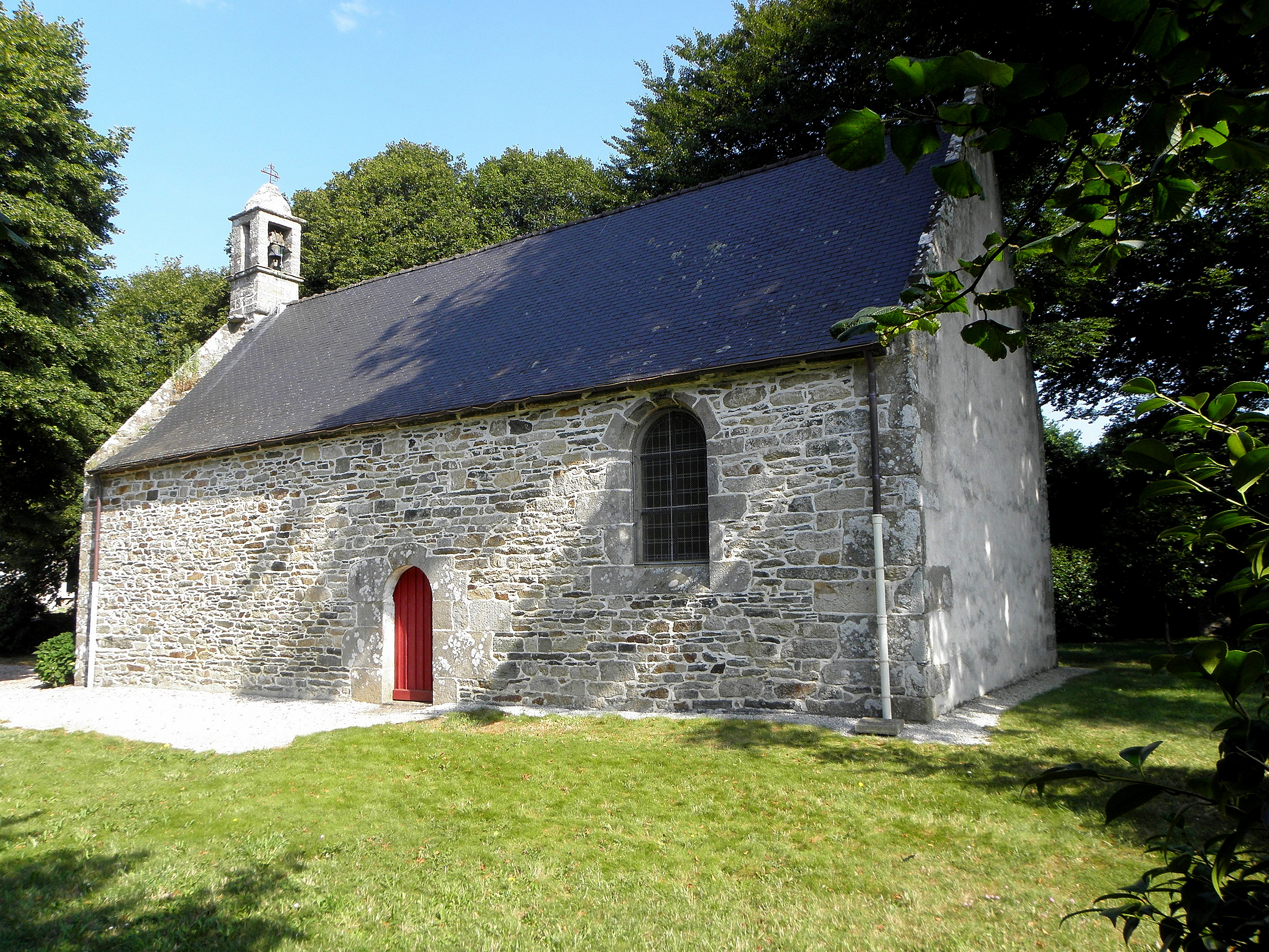
Flanc sud.
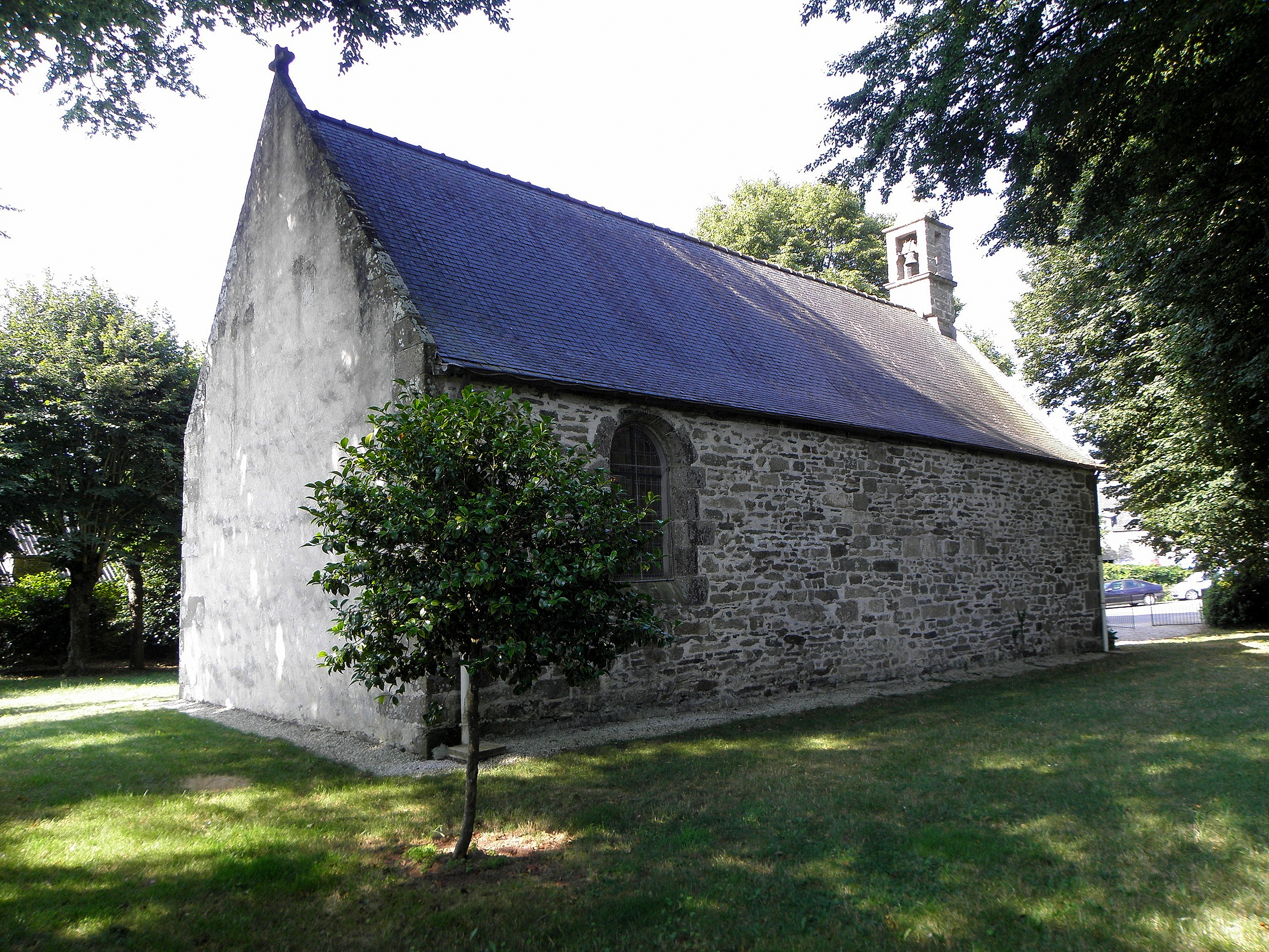
Chevet et flanc nord.
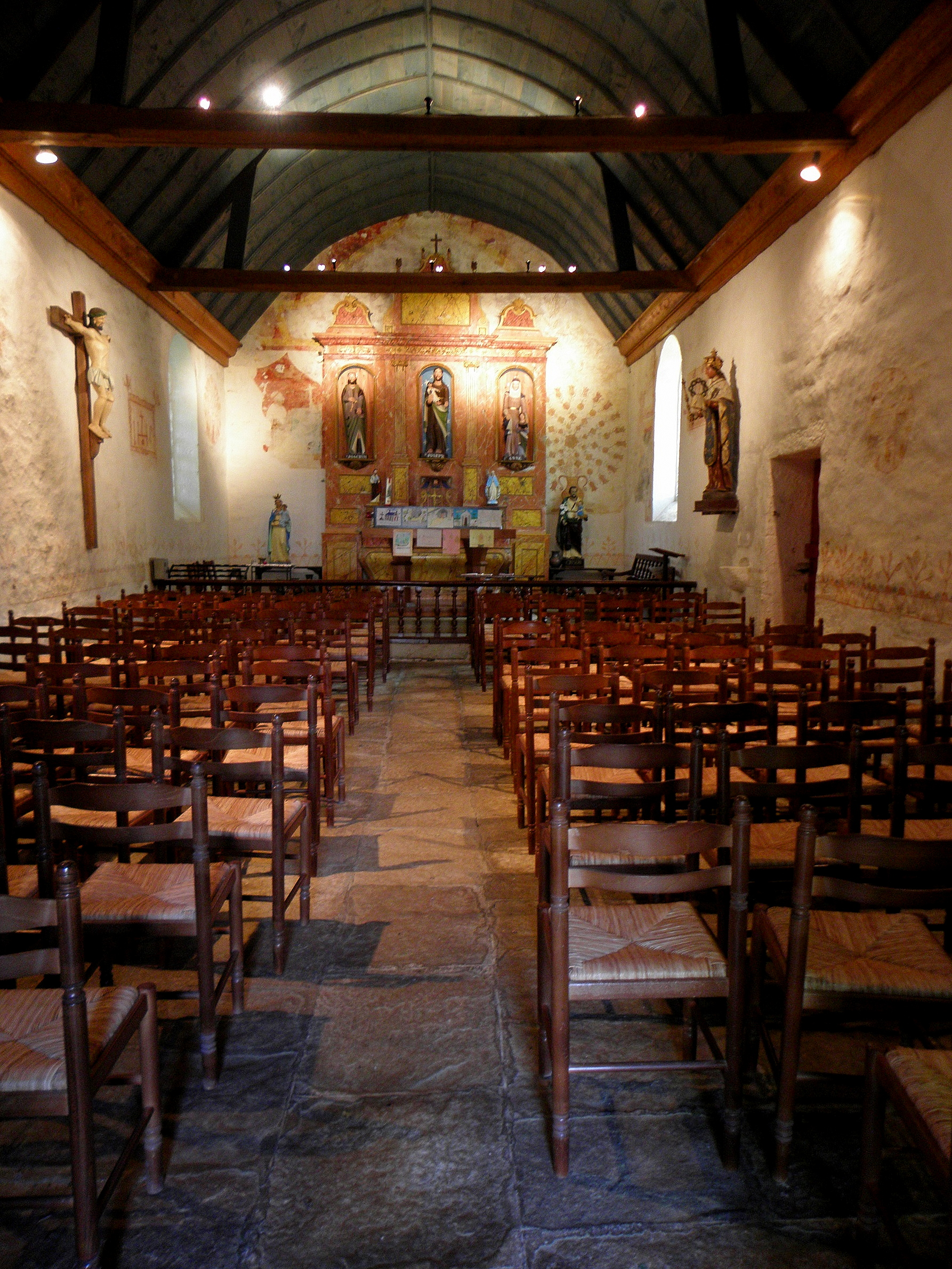
Vue intérieure d'ensemble.
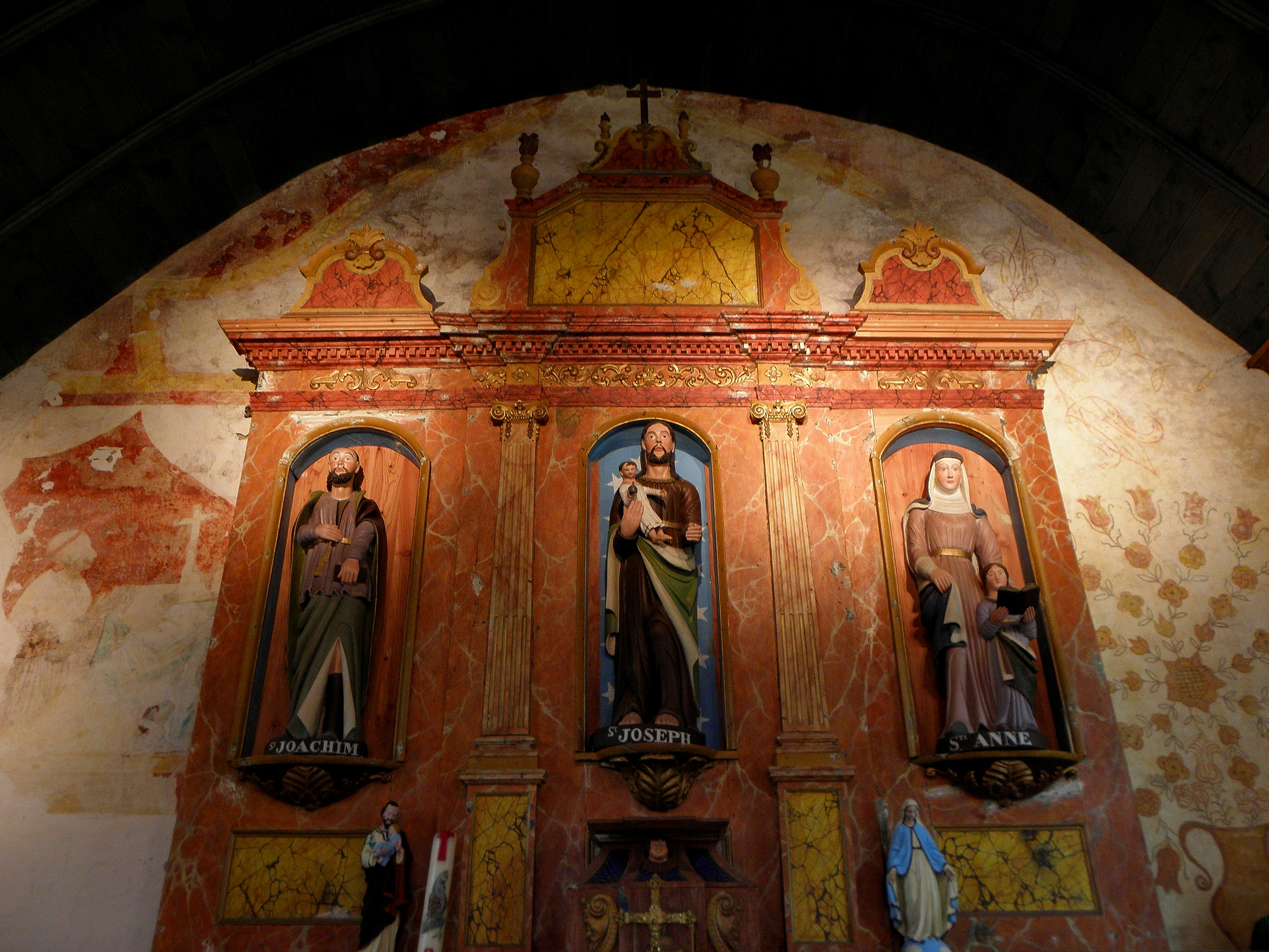
Le retable du maître-autel.
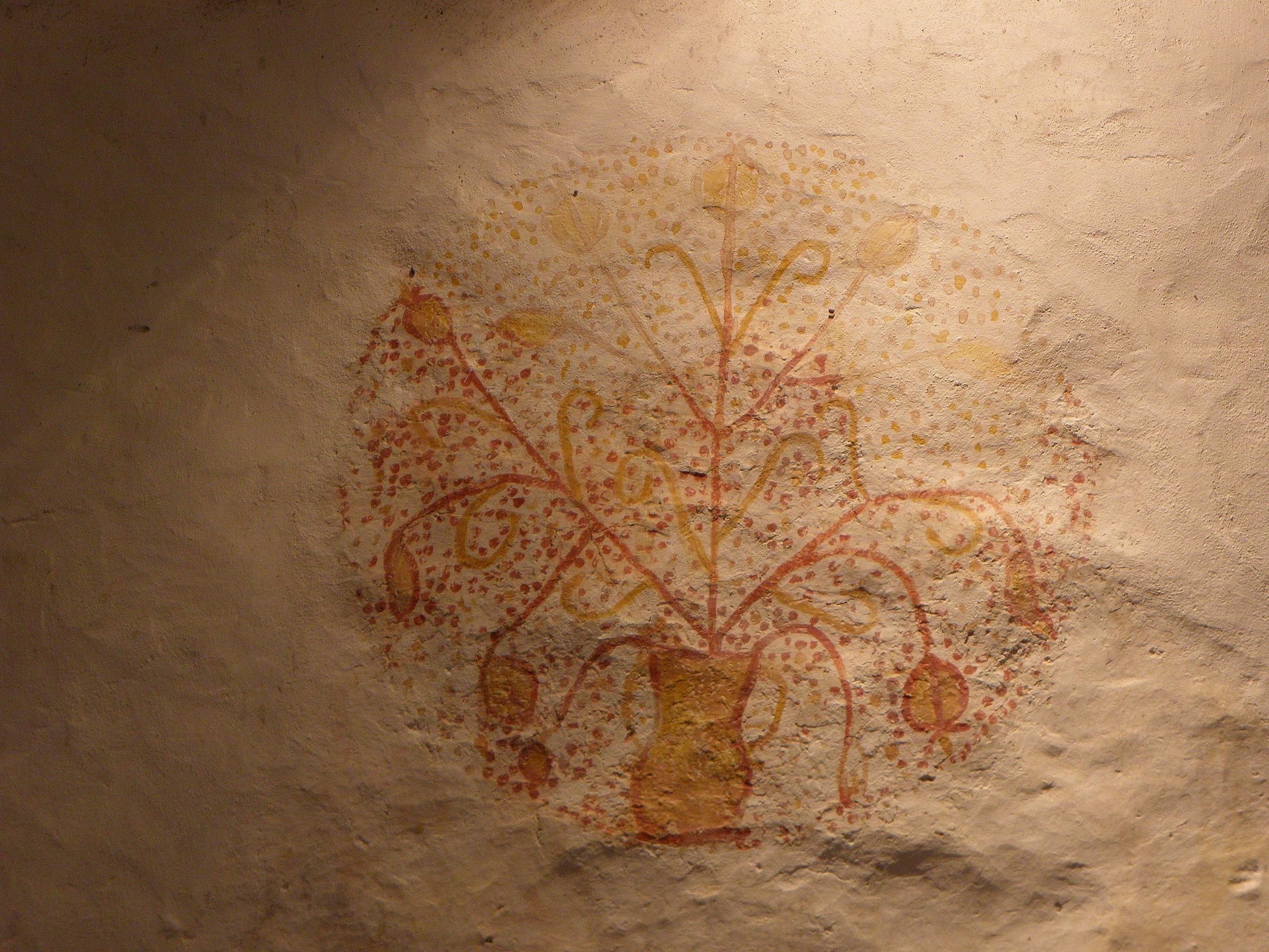
Une des fresques.
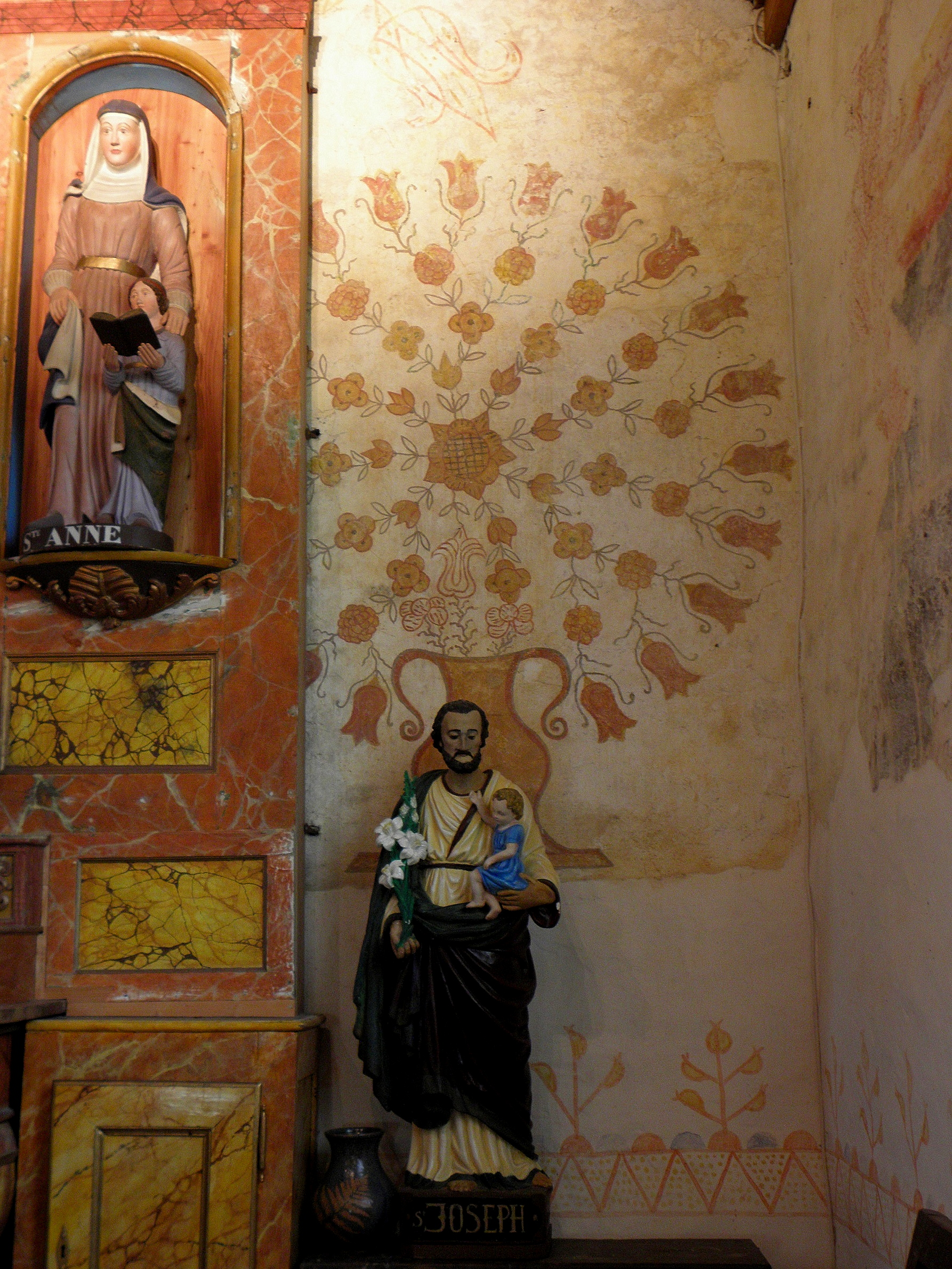
Autre fresque.
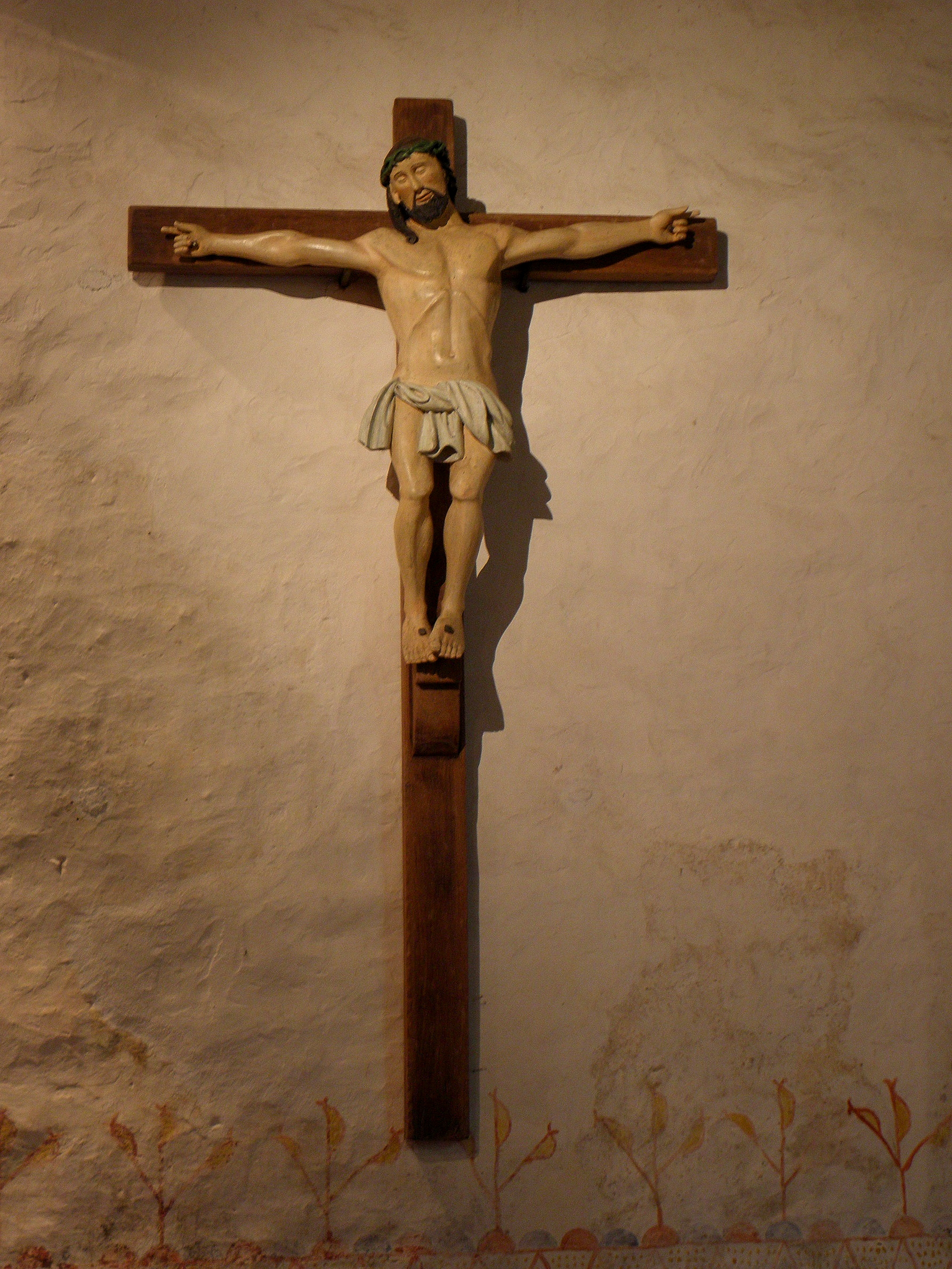
Crucifix.
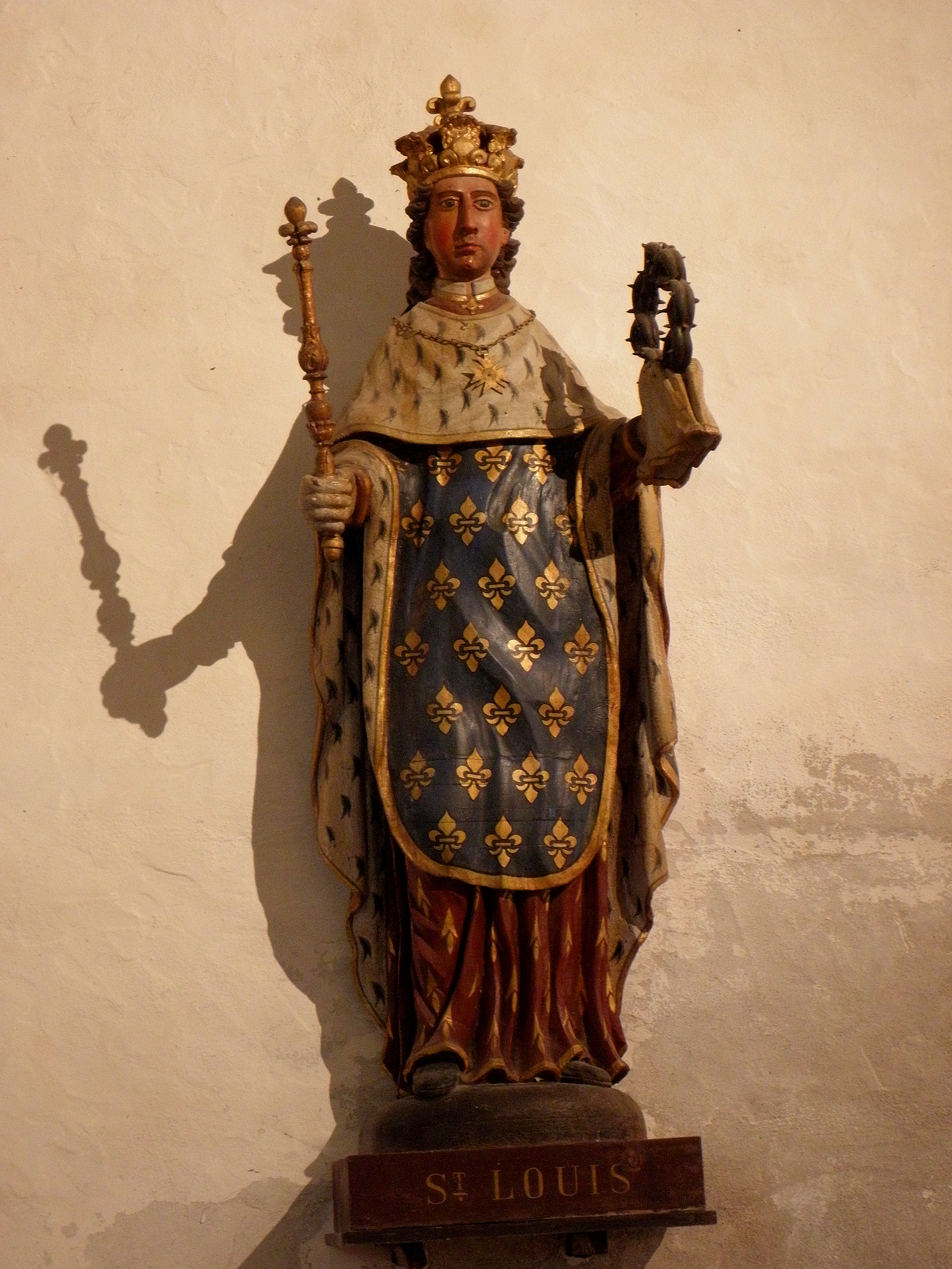
Statue de Saint Louis.

- La croix nommée Kroaz an Iskidi, nommée aussi croix de Lesmadec, date probablement du XVe siècle[64].
- La croix de Bremillec : elle date du haut Moyen Âge[65].
- La croix monumentale de Hent ar Mor : elle date probablement du XVIe siècle[66].
- L'enceinte ovalaire de Porsgall datée du haut Moyen Âge[67].
- Le menhir de Kervenn.
- Le menhir de Keringuy.
- Les menhirs de Kerloazec (réinstallés dans le parc animalier de la Pommeraie).
- Le menhir de Foennec an Garengen en Kervoalic.
- Le tumulus de Coat Penguilly, de l'âge du bronze.
- Le dolmen de Penquelfenec (il faisait partie d'un cairn disparu).

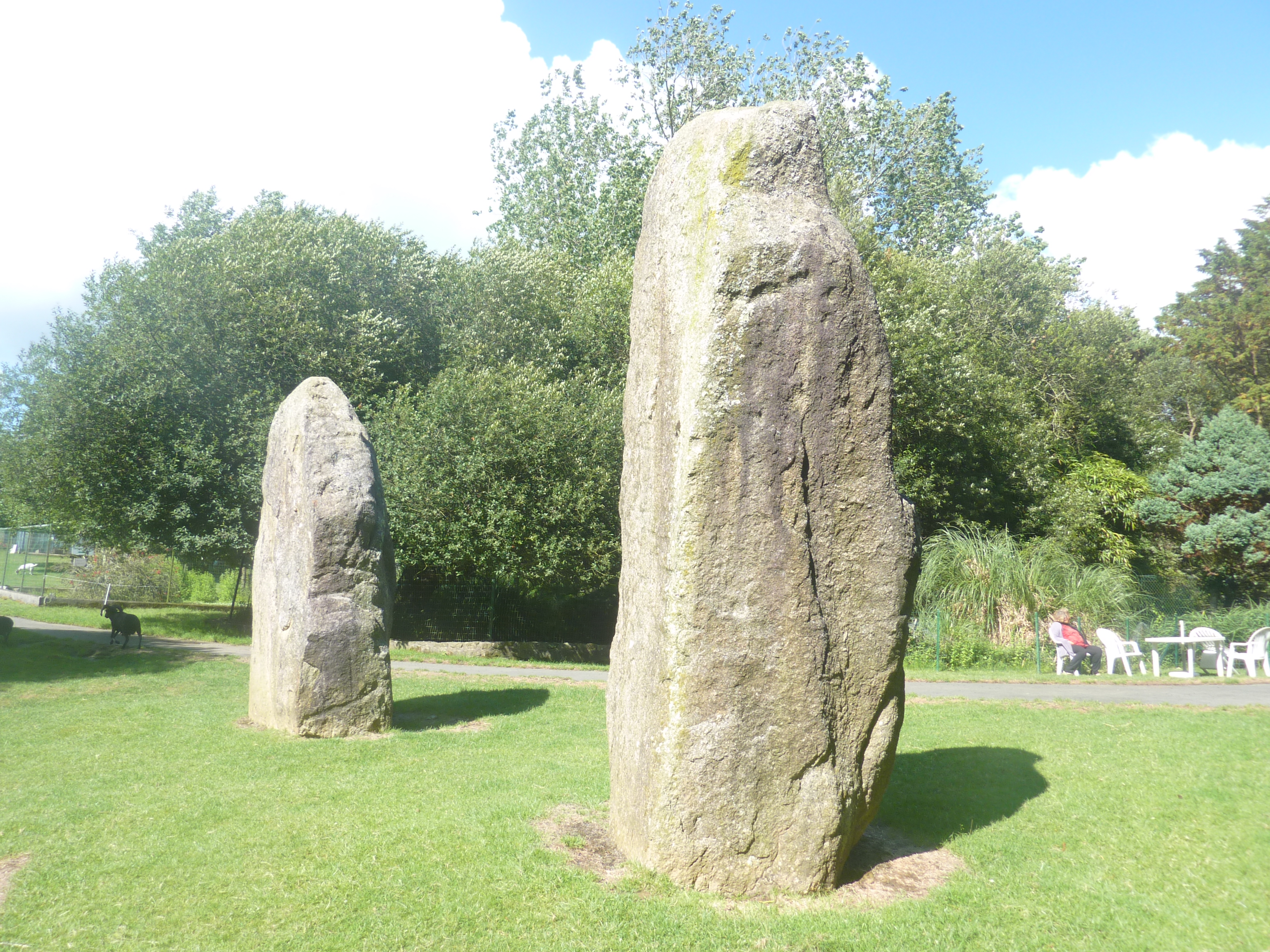
Les deux menhirs de Kerloazec, dans le parc animalier de la Pommeraie.

- La maison Kernebret[68].
- La maison de Bremillec Izella[69].
- Le monument aux morts : situé devant l'église Saint-Annouarn, il est l'œuvre du sculpteur Guy Pavec[Note 28] et a remplacé un monument antérieur en mauvais état ; c'est une stèle en kersantite qui représente une bretonne en cape de veuve et ses enfants en costume bigouden[70].

### Personnalités liées à la commune

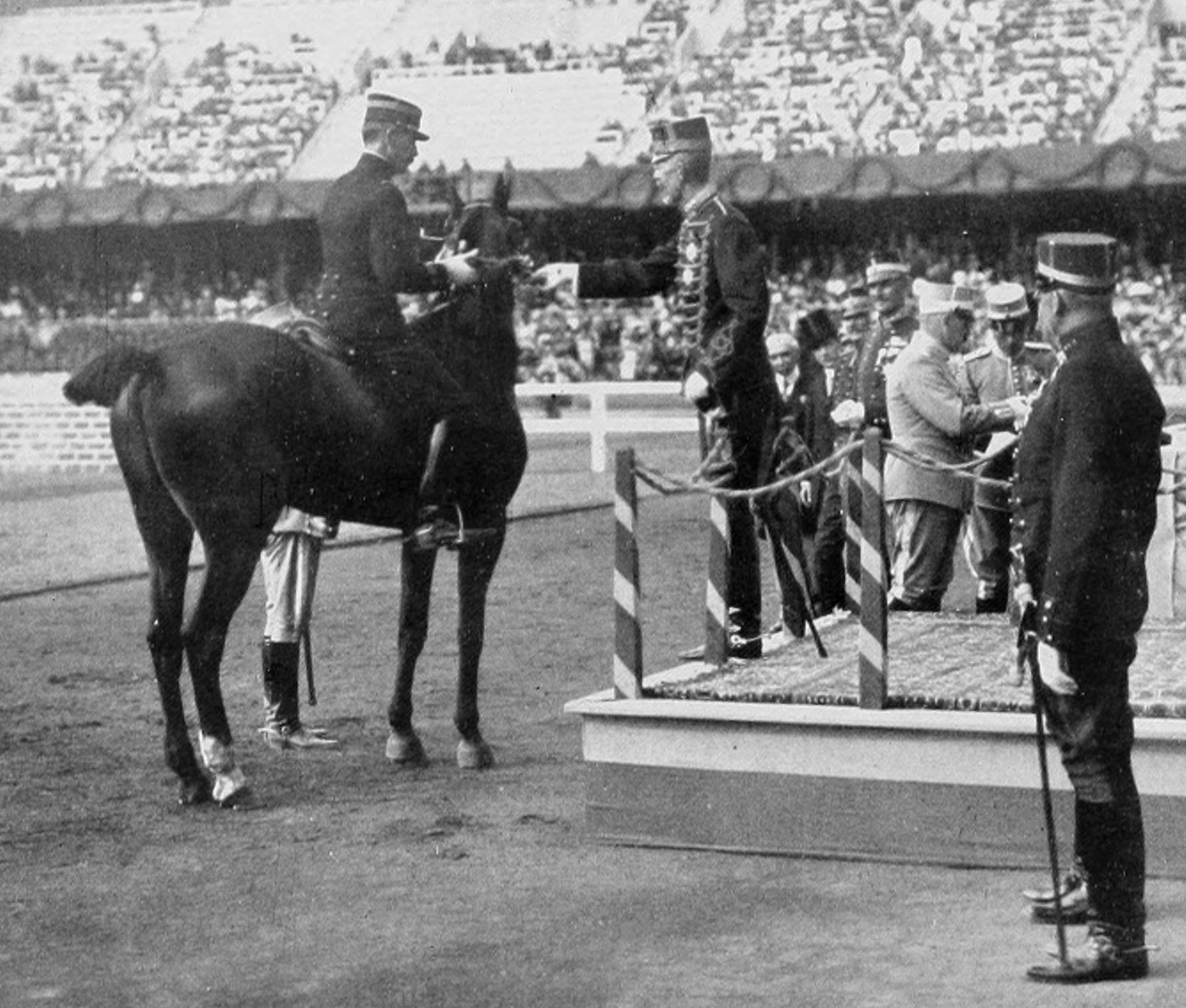
Stockholm, 1912. Jacques Cariou, avec Mignon, reçoit sa médaille d'or des mains du roi de Suède Gustave V.

- Jacques Cariou, né à Peumerit en 1870, triple médaillé olympique (or, argent, bronze) en équitation aux Jeux olympiques de 1912, à Stockholm.
- Ambroise Guellec, né à Peumerit en 1941, homme politique.

## Héraldique
| Blason de Peumerit | Blason  | D'or aux dix tourteaux ordonnés 4, 3, 2 et 1, les quatre du chef et celui de la pointe de sinople, les cinq autres de gueules ; à la bordure-chef engrêlée du même de onze pièces, chargée de trois mouchetures d'hermine d'or rangées en chef. |
| Blason de Peumerit | Détails | Le statut officiel du blason reste à déterminer. |